# سازمان مجاهدین خلق ایران
سازمان مجاهدین خلق ایران سازمان سیاسی اسلام‌گرا و چپ‌گرا با ساختاری شبه‌نظامی است. رهبری این سازمان با مسعود رجوی و مریم رجوی است. از ۱۵ شهریور ۱۳۹۶ دبیرکل این سازمان زهرا مریخی می‌باشد. سازمان مجاهدین یکی از احزاب و سازمان‌های عضو شورای ملی مقاومت ایران است.
این سازمان در ۱۵ شهریور ۱۳۴۴ توسط محمد حنیف‌نژاد، سعید محسن و علی‌اصغر بدیع‌زادگان پایه‌گذاری شد؛ آنها به این نتیجه رسیده بودند که دوران کارهای رفرمیستی گذشته و تنها راه مبارزه، راه انقلاب مسلحانه در کادر یک تشکیلات انقلابی می‌باشد. بنیانگذاران پس از شکل‌گیری سازمان، و طی ۶ سال به تدوین دیدگاه اسلام مترقی و استراتژی و تربیت کادرهای ذیصلاح پرداختند، در شهریور ۱۳۵۰ بیش از ۹۰ درصد از کادرها و صددرصد مرکزیت سازمان توسط ساواک دستگیر شدند و به حکم دادگاه نظامی وقت، به اتهام «اقدام علیه امنیت کشور»، به اعدام، محکوم و برخی نیز زندانی شدند. اولین دسته از اعضای مرکزیت سازمان در ۳۰ فروردین ۱۳۵۱ اعدام شدند. در ۴ خرداد ۱۳۵۱ بنیانگذاران سازمان به همراه دو عضو مرکزیت اعدام شدند. پس از کشته شدن رضا رضایی، در خلأ حضور رهبری سازمان در خارج از زندان در سال ۱۳۵۴ خورشیدی، تقی شهرام و بهرام آرام تشکیلات سازمان در خارج از زندان را به‌دست گرفتند. آنها اقدام به ترور و حذف اعضای متعهد به ایدئولوژی سازمان، از جمله مجید شریف واقفی کردند و اعلام کردند که سازمان مجاهدین مارکسیست شده است. این اقدامات آنها به ضربه اپورتونیستی معروف شد. در درون زندان، مسعود رجوی به مقابله با این جریان پرداخت و سازمان مجاهدین را با ایدئولوژی اسلام انقلابی و اهداف بنیان‌گذاری شده، بازسازی کرد. از سال ۱۳۵۴ تا ۱۳۵۷ مجاهدین در داخل زندان تحت رهبری مسعود رجوی و موسی خیابانی با برنامه‌های آموزش ایدئولوژیکی توانستند پیامدهای ضربه را مهار و سازمان را احیا کنند.
پس از انقلاب ۱۳۵۷ ایران، سازمان مجاهدین خلق به رهبری موسی خیابانی و مسعود رجوی، فعّالیت اجتماعی سازمان را با نام جنبش ملی مجاهدین، اعلام کردند. مجاهدین طی دو سال و نیم فعالیت سیاسی به دلیل ایستادگی بر شعار آزادی و مخالفت با اصل ولایت فقیه مورد خشم سید روح‌الله خمینی قرار گرفتند. هوادارانشان مورد حمله حامیان خمینی قرار گرفته و علیرغم این که بیش از ۷۰ کشته و هزاران زندانی داشتند ولی در نهایت مدارا و خویشتن‌داری فعالیت سیاسی را تا ۳۰ خرداد ۱۳۶۰ که خمینی حکومت را یک‌پایه کرد، امتداد دادند. پس از کشتار تظاهرات مسالمت‌آمیز مجاهدین در ۳۰ خرداد ۱۳۶۰ این سازمان هدف خود را سرنگونی نظام جمهوری اسلامی ایران عنوان نمود. در ۳۰ تیر ۱۳۶۰ در تهران مسعود رجوی تأسیس شورای ملی مقاومت ایران (NCRI) را اعلام کرد. سازمان مجاهدین نیز عضو این شورا است. در خرداد ۱۳۶۵ اعضای سازمان از فرانسه به عراق رفتند و در سال ۱۳۶۶ «ارتش آزادی‌بخش ملی ایران» را علیه نیروهای جمهوری اسلامی ایران تشکیل دادند. سازمان طی سال‌های ۱۳۶۵ و ۱۳۶۶ بیش از یک‌صد عملیات نظامی بر ضد پایگاه‌های نیروهای جمهوری اسلامی انجام داد. مهم‌ترین عملیات نظامی سازمان در سال ۱۳۶۷ عملیات آفتاب و چلچراغ و سپس عملیات فروغ جاویدان پس از پذیرش آتش‌بس توسط خمینی انجام شد. در تابستان ۱۳۶۷ جمهوری اسلامی در جریان قتل‌عام زندانیان سیاسی، همهٔ اعضای زندانی سازمان مجاهدین را که حاضر به برائت از سازمان و ابراز پشیمانی از اعمال خود نشده بودند در زندان‌های ایران اعدام کرد. اگرچه آمار دقیقی از شمار اعدام‌شدگان منتشر نشده است ولی برخی منابع تعداد آنها را ۳۰۰۰ تا ۴۴۸۲ تن برآورد کرده‌اند. برخی منابع نیز آمار اعدام‌ها را ۳۰۰۰۰ نفر اعلام کرده‌اند. سازمان دیده‌بان حقوق بشر این اعدام‌ها را «جنایت علیه بشریت» خواند. گزارشگر ویژه سازمان ملل در امور ایران نیز اعدام‌های سال‌های اولیه دهه ۶۰ را در گزارش خود مصداق نسل‌کشی و جنایت علیه بشریت دانست. پس از آن دستگیری و اعدام اعضا و هواداران زندانی توسط حکومت ایران ادامه یافت.
برخی دولت‌های غربی این سازمان را در فهرست گروه‌های تروریستی قرار داده بودند؛ اما متعاقباً بر اساس حکم دادگاه‌های آن کشورها این سازمان را از این فهرست خارج کردند.
در دوران حکومت پهلوی و جمهوری اسلامی لقب «مارکسیست اسلامی» برای این سازمان به‌کار رفته است. در ادبیّاتِ جمهوری اسلامی ایران از سازمان مجاهدین خلق به نام «سازمان منافقین» یاد می‌شود. برخی از اعضای جداشده و همچنین برخی محققان، این سازمان را دارای ماهیت فرقه‌ای دانسته و عنوان فرقهٔ رجوی به‌کار می‌برند. گزارش سال ۱۳۸۸ مؤسسهٔ بروکینز، این سازمان را غیردموکراتیک دانسته؛ با اذعان به اینکه درون ایران بر ضد حکومت جمهوری اسلامی حضور عملیاتی دارد. درحالی‌که برخی منابع، سازمان مجاهدین را قوی‌ترین گروه اپوزیسیون دمکراتیک می‌دانند که برای برقراری یک ایران آزاد و دمکراتیک و سکولار مبارزه می‌کند.

## پیش از انقلاب ۱۳۵۷

### تأسیس
سازمان مجاهدین خلق ایران در سال۱۳۴۴ تأسیس شد. بنیان‌گذاران این سازمان، محمد حنیف‌نژاد، سعید محسن و علی‌اصغر بدیع‌زادگان هر سه فارغ‌التحصیل دانشگاه و از فعالان مسلمان جبههٔ ملی دوم ایران بودند (که پس از تشکیل نهضت آزادی، از فعّالان یا هواداران آن شدند). آنها گرد هم آمدند و سازمانی را بنیان نهادند که بعدها سازمان مجاهدین خلق ایران نام گرفت، در نخستین بیانیهٔ سازمان که در ۲۰ بهمن ۱۳۵۰ پخش گردید، آمده است: «هستهٔ اولیّهٔ سازمان که هم‌اکنون برای اولین بار نام آن را فاش می‌کنیم در ۶ سال قبل و با شرکت برخی از کادرهای سابق نهضت آزادی ایران … به شکل مخفی بنیاد یافت …» حنیف‌نژاد پس از دستگیری توسط ساواک، در بازجویی‌های خود چنین گفت: «حاصل آنکه کم‌کم به فکر حل مسئله افتادم. آن‌وقت مدّتی بود که با سعید محسن و عبدالرضا نیک بین آشنا شدم با هم قرار گذاشتیم که مطالعاتی داشته باشیم … قرار بر این گذاشتیم که افرادی را در دور خودمان عضوگیری کنیم و آن‌ها را به مطالعه بکشانیم.» بنیانگذاران سازمان پس از ۱۵ خرداد ۱۳۴۲، در زندان با جمعبندی مبارزات سیاسی گذشته به ناکارآمدی مبارزات پارلمانی و سیاسی و ضرورت انتخاب مبارزه مسلحانه به‌عنوان شکل محوری مبارزه با دیکتاتوری شاه رسیدند. برخی از بنیان‌گذاران سازمان در بازجویی‌های خود به تأثیر کشتار تظاهرات ۱۵ خرداد در گرایش آنان به مبارزهٔ مسلحانه اذعان کرده‌اند. محمد حنیف‌نژاد در بازجویی‌های خود آورده است:
«چندین ماه اول تصمیم داشتم که اگر از زندان خارج شدم برای تحصیل به اروپا یا آمریکا بروم و در ایران نباشم ولی کشتار عام مردم در پانزده خرداد مرا بر این واداشت که دربارهٔ این کشتار بیشتر فکر کنم و در نتیجه از فکر مسافرت به خارج منصرف شدم.»
سعید محسن نیز در بازجویی‌های خود گفت: «شاید اگر جریان ۱۵ خرداد نبود، من نیز مثل دیگران همه‌چیز را فراموش می‌کردم. برخورد ۱۵ خرداد و این‌که طبقات پایین در این جریان به‌سادگی کشته شدند در حالی که در جریان دانشگاه حداکثر به چند ماه زندانی قناعت می‌شد، روحیهٔ مقاومت را در من زنده کرد. این سؤال بارها در ذهن من تکرار می‌شد که چه شد که در عرض چند روز مردم جلو گلوله رفتند و در حالی که در طول سه سال، مبارزه از اعلامیه پخش کردن تجاوز نکرد. در تحلیل بعدی به این نتیجه رسیدم که طبقات پایین جامعه زیر فشارند و برایشان مرگ و زندگی فاصلهٔ زیادی ندارد ولی طبقات مرفه فاصلهٔ مرگ و زندگیشان بسیار زیاد است.»
پس از دستگیری، محاکمه و محکومیت رهبران نهضت مانند مهدی بازرگان، یدالله سحابی و محمود طالقانی، تحت تأثیر برخوردهای خشن حکومت شاه با مخالفان و سرکوب قیام ۱۵ خرداد و شکست مبارزات مسالمت‌آمیز، پاسخ‌ها و رویکردهای سیاسی نهضت آزادی در نگاه این جوانان، پاسخ‌های معقول و راه‌گشا به حساب نمی‌آمد و آنان در جریان تدوین استراتژی به مبازرهٔ قهرآمیز و تفسیری رادیکال از اسلام رسیده و به‌تدریج با بهره‌گیری از تئوری‌های انقلابیون آمریکای لاتین، شیوهٔ جنگ چریکی شهری و کار مخفی سازمانی و مسلح شدن را در تاکتیک پذیرفتند.

### تدوین استراتژی و تربیت کادرها
بنیانگذاران پس از شکل‌گیری سازمان، طی ۶ سال فعالیت مخفی به مطالعه شرایط سیاسی و تدوین دیدگاه‌های خود در زمینه‌های مختلف سیاسی، استراتژیک و ایدئولوژیک پرداختند. این در حالی بود که انتشارات مجاهدین خلق در ایران ممنوع بود.

### شکل‌گیری نام و نشان سازمان
تا پیش از شهریور ۱۳۵۰ که بیش از هفتاد تن از بنیان‌گذاران، کادر مرکزی و شماری از اعضا و هواداران و سمپات سازمان توسط ساواک بازداشت شدند، هنوز سازمان دارای نام و آرمی نبوده است. حنیف‌نژاد پس از بازداشت در بازجویی‌های خود گفته بود: «گروه ما اسم نداشت، می‌گفتیم سازمان»
سعید محسن نیز در این زمینه در بازجویی‌های خود یادآور شده است: «ما برای سازمان خود اسمی نگذاشته بودیم و چون احتیاجی به معرفی پیدا نکرده بودیم، لذا ضرورت اسم‌گذاری معلوم نشده بود. در کلّیهٔ نوشته‌ها و مابین تمام افراد فقط لغت سازمان در اثر تکرار مصطلح شده بود، در مدارک خارجی ما هم به هیچ وجه نامی جز سازمان مطرح نگردیده است.»
نام سازمان برای اولین بار در اسفند ۱۳۵۰ به‌صورت رسمی طی بیانیه‌ای اعلام و آرم سازمان نیز توسط رضا رضایی طراحی شده است.

### ضربه شهریور ۱۳۵۰
در شهریور ۱۳۵۰ و در آستانهٔ برگزاری جشن‌های ۲۵۰۰ ساله شاهنشاهی، با یورش گسترده گروه‌های ضربت ساواک، بیش از ۹۰ درصد اعضا و ۱۰۰ درصد مرکزیت سازمان مجاهدین خلق ایران دستگیر شدند.

### اعدام اولین دسته از اعضای مرکزیت
به‌دنبال حکم دادگاه نظامی و تجدید نظر حکومت شاه روز ۳۰ فروردین ۱۳۵۱ چهار تن از اعضای مرکزیت سازمان به نام‌های ناصر صادق، محمد بازرگانی، علی باکری و علی میهندوست تیرباران شدند.
اما محکومیت مسعود رجوی به‌دلیل فعالیت گسترده برادرش کاظم رجوی که در آن زمان در سوئیس استاد دانشگاه بود با جلب حمایت شخصیت‌های برجسته سیاسی همچون کورت والدهایم دبیرکل وقت ملل متحد، پیر گرابه رئیس کنفدراسیون سوئیس و فرانسوا میتران رهبر حزب سوسیالیست فرانسه، شاه ناگزیر به عقب‌نشینی شد، حکم وی از اعدام به حبس ابد تقلیل یافت و بعدها رهبری سازمان را به عهده گرفت.

### اعدام بنیانگذاران سازمان
بنیانگذاران سازمان پس از دستگیری مورد شکنجه‌های ساواک قرار گرفتند. گفته می‌شود که محمد حنیف‌نژاد در اثر صدمات وارده از شکنجه، اکثر اوقات بیهوش می‌شد، چشم و بینی او در اثر شکنجه مصدوم و پاهای او آسیب دیده بود. سرانجام سحرگاه ۴ خرداد ۱۳۵۱ بنیانگذاران مجاهدین؛ محمد حنیف‌نژاد، سعید محسن و اصغر بدیع زادگان به همراه دو عضو مرکزیت؛ محمود عسگریزاده و رسول مشکین‌فام در میدان تیر چیتگر تیرباران شدند.
در آذرماه سال ۱۳۵۰ رضا رضایی از کادر مرکزیت سازمان با فریب ساواک توانست از زندان بگریزد و تا روز کشته شدنش در ۲۵ خرداد ۱۳۵۲، نقش ویژه‌ای در رهبری و سازماندهی دوباره و عملیات نظامی مجاهدان ایفا کرد. بدین ترتیب بازماندگان سازمان به فعّالیّت پنهانی خود ادامه دادند.

### تغییر ایدئولوژی به مارکسیسم (جریان اپورتونیستی)
در سال ۱۳۵۰ بنیانگذاران و تمام اعضای کادر مرکزی سازمان تماماً در زندان بودند و متعاقب آن در سال ۱۳۵۱ بنیانگذاران و تعدادی از اعضای مرکزیت سازمان اعدام شدند. رضا رضایی تنها عضو مرکزیت سازمان در خارج از زندان بود که در ۲۵ خرداد ۱۳۵۲ در درگیری با ساواک کشته شد. در خلأ حضور رهبری سازمان در خارج از زندان، تقی شهرام به مارکسیسم گرایش پیدا کرد و به دنبال آن برخی اعضای سازمان در بیرون از زندان تحت تأثیر تقی شهرام و بهرام آرام به مارکسیسم گرویدند. آن‌ها در نخستین آگهی‌نامه خود پس از تغییر ایدئولوژی آوردند: «در آغاز گمان می‌کردیم می‌توانیم مارکسیسم و اسلام را ترکیب دهیم و فلسفه جبر تاریخ را بدون ماتریالیسم و دیالکتیک بپذیریم. اینک دریافتیم که چنین پنداری ناممکن است… ما مارکسیسم را انتخاب کردیم زیرا راه درست و واقعی برای رها ساختن طبقهٔ کارگرِ زیرِسلطه است». پس از این آگهی‌نامه، افراد مارکسیست شده با حفظ آرم سازمان و تغییر علائم و نشان‌های اصلی آرم، حذف آیه قرآن و تاریخ تأسیس سازمان و نیز افزودن مشت گره‌کرده به‌نشانهٔ وابستگی به طبقهٔ کارگر، آرم تازه‌ای را برای خود تهیه کردند. در جریان این ضربه به سازمان، آنها اعلام کردند که سازمان مجاهدین مارکسیست شده است. مجید شریف واقفی که با عقیده، مشی و روش کار آن‌ها مخالف بود را به قتل رسانده و مرتضی صمدیه لباف را مجروح نمودند که در نتیجه توسط ساواک دستگیر و کشته شد. این اقدامات آنها به ضربه اپورتونیستی معروف شد. و بیشتر اعضای سازمان در درون زندان که در راس آن‌ها کسانی چون مسعود رجوی، مهدی ابریشمچی و موسی خیابانی بودند بر اصول خود و پایبندی به اسلام باقی ماندند. مسعود رجوی به مقابله با این جریان پرداخت و در درون زندان، سازمان مجاهدین را از نو احیاء کرد. او با تدوین یک بیانیه ۱۲ ماده‌ای اعلام گرایش سازمان به مارکسیسم را یک حرکت فرصت‌طلبانه اعلام نمود و آن را زمینه‌ساز رشد تمایلات راست ارتجاعی خواند. بخش خارج از کشور نیز به‌طور جداگانه مخالفت خود را با این حرکت فرصت‌طلبانه با صدور اعلامیه‌ای با امضای «تعدادی از اعضای سازمان» اعلام نمود. جریان اپورتونیستی سال ۱۳۵۴ به‌طور کلی ضربات مهلکی را بر سازمان وارد کرد. ساواک طی مدت کوتاهی توانست شماری از افراد وابسته به سازمان مجاهدین را کم‌کم شناسایی و دستگیر کند ضربه جریان اپورتونیستی باعث شد که برخلاف دوره‌های قبل اتحاد راهبردی بین نیروهای مارکسیست و مذهبی در رویارویی با شاه از بین رفته و جای خود را به بدبینی شدید و مرزبندی بین مارکسیست‌ها و مذهبی‌ها بدهد.
پس از این رخداد، برخی از روحانیان (از جمله طالقانی، منتظری، ربانی شیرازی، مهدوی کنی، انواری، لاهوتی، و رفسنجانی) که از پیش در زندان درگیری‌هایی با زندانیان مارکسیست داشتند، در اطلاعیه‌ای در اسفند ۱۳۵۴ با اشاره به نجاست کفار، اعلام کردند که تمامی زندانیان مسلمان باید از هرگونه ارتباط با مارکسیستها (غذا خوردن، تماس بدنی، وسایل مشترک زندانیان هم‌بند، ...) پرهیز کنند.

### تیرباران در تپه‌های اوین
در ۳۰ فروردین ۱۳۵۴ مأموران ساواک ۲ تن از زندانیان سیاسی مجاهدان خلق کاظم ذوالانوار و مصطفی جوان‌خوشدل را به همراه ۷ زندانی سیاسی از فداییان خلق، از جمله بیژن جزنی به تپه‌های اوین انتقال داده و سپس آنها را به رگبار بستند. اما حکومت شاه اعلام کرد که این ۹ زندانی سیاسی در حال فرار کشته شدند.

### آزادی آخرین دسته از زندانیان سیاسی
روز ۳۰ دی ۱۳۵۷ آخرین سری زندانیان سیاسی سازمان مجاهدین از زندان قصر آزاد شدند، در میان زندانیان آزاد شده اسامی مسعود رجوی، اشرف ربیعی و موسی خیابانی دیده می‌شد. مسعود رجوی در اولین سخنرانی پس از آزادی از زندان در ۴ بهمن ۱۳۵۷ در دانشگاه تهران بر شعار «پیروز باد انقلاب دموکراتیک ایران» تأکید کرد و گفت «مگر می‌شود بهار را از آمدن بازداشت و مانع روئیدن لاله‌ها شد، و مگر می‌شود ملتی را تا به ابد اسیر نگه داشت؟ مگر می‌شود خلقی را تا به ابد در زنجیر نگه داشت؟ نه … نه …» پیش از آن نیز تعدادی از مجاهدین همراه با سایر جریانات از زندان آزاد شده بودند.

## پس از انقلاب ۱۳۵۷

### فاز سیاسی
اولین میتینگ سازمان مجاهدین خلق ایران در ۴ اسفند ۱۳۵۷ در دانشگاه تهران برگزار شد که طی آن مسعود رجوی اولین موضع‌گیری سازمان را با تأکید بر «آزادی» به عنوان هدف اصلی انقلاب، اعلام نمود. مسعود رجوی در ۱۴ اسفند ۱۳۵۷ بر مزار محمد مصدق در احمدآباد سخنرانی کرد و با تأکید بر حق آزادی‌های سیاسی و اجتماعی همه مردم گفت: «این جمهوری بایستی حافظ حق و حقوق تمامی مردم باشد که در سراسر کشور زندگی می‌کنند، این جمهوری به‌خصوص باید در نهایت عدل و بلکه بیشتر، در نهایت قسط، تمام آزادی‌های سیاسی و اجتماعی در مورد طبقات و نیروهای مختلف مردم اعاده کند».

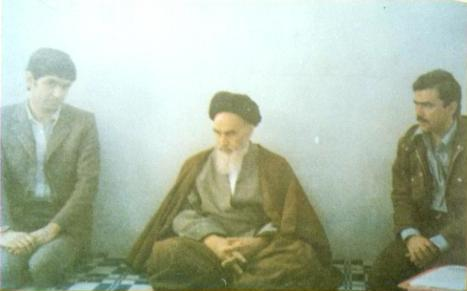
دیدار مسعود رجوی و موسی خیابانی با روح‌الله خمینی

در پیروزی انقلاب ۱۳۵۷ ایران، مجاهدین خلق این واقعه را به خمینی و ملّت ایران تبریک گفتند و او را «امام» نامیدند. مسعود رجوی که مدتی پیش از انقلاب ۱۳۵۷ و سرنگونی شاه، در ۳۰ دی ۱۳۵۷ از زندان آزاد شده و مسئولیت سازمان مجاهدین را به عهده داشت، به همراه موسی خیابانی در ۶ اردیبهشت ۱۳۵۸ در قم با سید روح‌الله خمینی دیدار کردند. در این ملاقات مسعود رجوی خطاب به خمینی گفت: «ما خواست و تمنای مادی و دنیوی نداریم… محور و کانون همهٔ مسائل و خواست‌ها که انقلاب ضدسلطنتی هم بر آن اساس به پا شده است، مسئله آزادی است.» خمینی در پاسخ گفت: «اسلام بیش از هر چیز به آزادی عنایت دارد و در اسلام خلاف آزادی نیست.»
پس از انقلاب، سازمان مجاهدین خلق فعالیت‌های اجتماعی خود را با نام «جنبش ملی مجاهدین» آغاز کرد. سازمان مجاهدین با استفاده از فضای پس از انقلاب، با بالا گرفتن تب فعّالیت‌های سیاسی همچون سایر احزاب به‌سرعت رشد کرد. سازمان در این دوران با برگزاری میتینگ‌های مختلف دست به اقدامات آگاهی‌بخش و افشاگرانه زد، از جمله در میتینگ ۱۰ بهمن ۱۳۵۸ در زمین چمن دانشگاه تهران که در اعتراض به کشته شدن عباس عمانی به‌دست چماقداران برگزار شد مسعود رجوی گفت: «یاللمسلمین! پس کجایید؟ چرا صدایتان در نمی‌آید؟... مگر نمی‌بینید که چطور طرفداران ما را در نظام جمهوری اسلامی سر می‌برند؟... وای به روزی که تصمیم بگیریم مشت را با مشت و گلوله را با گلوله پاسخ بدهیم.»
در ۲۳ خرداد ۱۳۵۹ مراسم بزرگداشت کشته‌شدن رضا رضایی با شرکت هزاران نفر در ورزشگاه امجدیه تهران برگزار شد. در این مراسم مسعود رجوی سخنران اصلی بود و با عنوان «چه باید کرد!» سخنرانی کرد. این مراسم با حمله چماقداران مواجه شد و منجر به کشته شدن یک نفر از هواداران مجاهدین و زخمی شدن بیش از صد نفر دیگر گردید.
پس از انقلاب ۱۳۵۷، سازمان مجاهدین خلق ایران حمایت قابل توجهی از مردم ایران را به دست آورد و به محبوب‌ترین گروه مخالف حکومت تبدیل شد. همچنین از سوی شخصیت‌های ملی از جمله روشنفکران، افسران نظامی و ورزشکاران حمایت شد.

### نشریه مجاهد
نشریه مجاهد، ارگان رسمی سازمان مجاهدین خلق است که مهم‌ترین اخبار و مواضع سیاسی – ایدئولوژیک سازمان را منعکس می‌کند. اولین شماره این نشریه در ۱ مرداد ۱۳۵۸ انتشار یافت. این نشریه به‌صورت روزانه در سرتاسر ایران منتشر می‌شد و تیراژ آن تا ۶۰۰ هزار نسخه در روز می‌رسید.

### کلاس‌های تبیین جهان
یکی دیگر از فعالیت‌های سازمان مجاهدین در سال ۱۳۵۸ برگزاری کلاس‌های تبین جهان بود، این کلاس‌ها که توسط مسعود رجوی در دانشگاه صنعتی شریف برگزار می‌شد، از نیمه ۱۳۵۸ شروع شده و تا بهمن همان‌سال ادامه داشت. در این کلاس‌ها که به آموزش فلسفه و ایدئولوژی مجاهدین پرداخته و طی آن دیدگاه سازمان نسبت به هستی، انسان و تاریخ تشریح می‌شد، بیش از ۱۰ هزار نفر شرکت می‌کردند. سپس فیلم‌ها و فایل صوتی آن و همچنین متون هر جلسه در سراسر کشور توزیع می‌شد. آموزش‌های تبیین جهان متعاقباً به‌صورت ۱۶ جلد کتاب مدون و منتشر گردید.

### عدم تأیید قانون اساسی
سازمان مجاهدین خلق از شرکت در همه‌پرسی قانون اساسی جمهوری اسلامی ایران در آذر ۱۳۵۸ که توسط مجلس خبرگان سازماندهی شده بود، امتناع ورزید، با این استدلال که قانون اساسی جدید از بسیاری جهات شکست خورده است. هیچ گامی در برقراری شوراهای مردمی برنداشته، منابع را ملی و تضمینی برای برقراری مساوات همه ملیت‌ها ندارد.

### شرکت در انتخابات ریاست جمهوری
در پی تعیین صلاحیت نامزدهای اولین انتخابات ریاست جمهوری در سال ۱۳۵۸، مسعود رجوی به‌عنوان کاندید سازمان مجاهدین، اعلام آمادگی نمود. وی در مصاحبه مطبوعاتی گفت: «ما با حفظ نقطه نظرهای آرمانی و سیاسی خود در کادر قانون اساسی مصوب اعلام آمادگی کرده‌ایم.» رجوی سپس سرتیتر برنامه‌های انتخاباتی اش را در ۱۲ ماده عنوان کرد و به تشریح آن‌ها پرداخت. نیروهای مترقی، بخشی از اقلیت‌های قومی و مذهبی ایران، بسیاری از زنان و جوانان و نیروهای آزادی‌خواه از کاندیداتوری مسعود رجوی حمایت کردند، سپس در ۲۰ دیماه ۱۳۵۸ طی یک میتینگ انتخاباتی در دانشگاه تهران، حول آزادی‌های اساسی مردم ایران، یعنی آزادی عقیده، آزادی زنان، آزادی ملیت‌ها و… وهمچنین شوراهای مردمی و تأمین حقوق اجتماعی، اقتصادی و سیاسی اقشار مختلف مردم سخنرانی کرد. این امر مخالفت برخی همچون جمعیت فدائیان اسلام را برانگیخت. این گروه طی نامهٔ سرگشاده‌ای به شورای انقلاب، خواستار حذف برخی کاندیداها، که منحرف نامیده بود، شد و عنوان داشت که در غیر این صورت، خود وارد عمل خواهد شد. متعاقباً در تاریخ ۲۹ دی، از سید روح‌الله خمینی دربارهٔ انتخابات ریاست جمهوری و اعتقاد نامزدها به قانون اساسی، پرسشی به عمل آمد و وی در پاسخ نوشت:
کسانی که به قانون اساسی جمهوری اسلامی ایران رأی مثبت نداده‌اند، صلاحیت ندارند، رئیس‌جمهور ایران شوند.
با اعلام نظر خمینی، مسعود رجوی از دور انتخابات کنار رفت و سازمان مجاهدین خلق تلویحاً وزارت کشور را در این امر مقصر قلمداد کرد. وی در پیام انصراف از نامزدی خود در ۲۹ دی ۱۳۵۸ نوشت: «بایستی خاضعانه به شما بگویم که اگر این مبارزه انتخاباتی بازنده ای داشته باشد، آن بازنده من نیستم.» رجوی طی پیامی خطاب به مردم ایران نوشت: «اکنون بیش از هر چیز به سرنوشت انقلابی می‌اندیشیم که یکی از بزرگ‌ترین مسئولیت‌های خطیر و تاریخی خود را بر دوش من و سایر خواهران و برادرانم گذاشته است.» سازمان مجاهدین نیز طی یک اطلاعیه اعلام کرد: «از آنجا که نفس برد و باخت انتخاباتی از آغاز نیز واجد هیچ اهمیت سیاسی نبوده است، از تمام نیروهای حمایت‌کننده و به‌ویژه هواداران مجاهدین خلق ایران در سراسر کشور مخصوصاً جوانان پرشور انقلابی تقاضا می‌کنیم که با مراعات حداکثر آرامش و خویشتنداری انقلابی اراده مقدس انقلابی خود را برای درنوردیدن مسیر پرفراز و نشیب بعدی صیقل زده و با شور و شوق باز هم هر چه بیشتری برای قدم‌های بعدی آماده شوند.»

### شرکت در انتخابات مجلس شورا
اولین انتخابات مجلس شورا در زمستان ۱۳۵۸ و بهار ۱۳۵۹ برگزار شد که مجاهدین با لیست «کاندیداهای انقلابی و ترقیخواه» در این انتخابات شرکت کرده و در تمامی استان‌ها کاندید معرفی کردند، اما با دو مرحله‌ای شدن انتخابات و تقلبات گسترده حکومتی، مانع ورود کاندیداهای مجاهدین به مجلس شدند. در جریان انتخابات تعداد زیادی از هواداران مجاهدین که ناظر انتخابات بوده و به تقلبات اعتراض کردند، دستگیر شدند. مسعود رجوی در این انتخابات با ۵۳۰ هزار رأی به دور دومٰ راه یافت، اما در دور دوم موفق به ورود به مجلس نشد.
از آن روز به بعد، مجاهدین به‌صورت علنی به محکوم کردن حکم خمینی پرداختند و مقامات دولتی نیز در پاسخ، به توقیف روزنامهٔ مجاهد، که فروش آن ۱۶ برابر بیشتر از روزنامهٔ روحانیون حاکم (حزب جمهوری اسلامی) بود بازداشت چندین تن از سران آن سازمان و ممنوع اعلام کردن فعّالیّت آن‌ها پرداختند. اتفاقات دیگری همچون دستگیری محمدرضا سعادتی، یکی از اعضای سازمان، آن هم به اتهام جاسوسی، وضعیت را وخیم‌تر کرد.
در این مرحله، یعنی بعد از سرنگونی نظام سلطنتی، تا سرفصل ۳۰ خرداد ۱۳۶۰ که مجاهدین به آن «فاز سیاسی» می‌گویند، برنامهٔ کار مجاهدین فعّالیت افشاگرانهٔ سیاسی بود. در همین ایام نشریهٔ مجاهد که ارگان رسمی سازمان مجاهدین بود با تیراژ قریب به ۵۰۰ هزار نسخه در سراسر کشور منتشر می‌گردید.

### حملات به میتینگ‌ها و مراکز مجاهدین و هواداران سازمان
در فاز سیاسی در اثر حملات پی‌در پی عوامل حزب جمهوری اسلامی به مراکز و انجمن‌های هوادار سازمان، مرکز امداد و مراسم مجاهدین، ده‌ها نفر از هواداران مجاهدین کشته شدند، روز جمعه ۲۸ دی ۱۳۵۸ عباس عمانی، کارگر که مشغول چسباندن پوسترهای تبلیغات انتخاباتی مجاهدین بود با ضربه‌های چماق کشته شد. عین‌الله پورعلی (معلم) روز ۲ اسفند ۱۳۵۸ در اثر ضربات چماقداران جان باخت. نسرین رستمی دانش‌آموز در ۳۰ فروردین ۱۳۵۹ در شیراز با شلیک گلوله کشته شد. علیرغم این حملات، مجاهدین با صبر و بردباری برخورد کردند و مسعود رجوی گفت ما زندگی و فعالیت در یک نظام قانونی را پذیرفته‌ایم. در این ایام روزنامه فرانسوی لوموند در رابطه با محبوبیت مجاهدین و مسعود رجوی نوشت: «رجوی با سخنوری آموزنده‌اش هواداران بسیار دارد. جلسات سیاسی که وی در تهران و شهرستان‌ها برگزار می‌کند، جمعیت ۱۰۰ هزار نفری، ۲۰۰ هزار نفری و بسیاری مواقع ۳۰۰ هزار نفری را جلب می‌کند.» در ۲۲ خرداد ۱۳۵۹ میتینگ بزرگ مجاهدین در ورزشگاه امجدیه با گلوله و گاز اشک‌آور مورد حمله قرار گرفت و یکی از هواداران مجاهدین بنام مصطفی ذاکری با شلیک پاسداران کشته شد. در ۴ تیرماه ۱۳۵۹ خمینی آشکارا علیه مجاهدین، موضع گرفت. مجاهدین با هوشیاری سیاسی نه فقط نشریه مجاهد، بلکه ستادها و فعالیت‌های خودشان را تعطیل کردند تا نشان بدهند که این آن‌ها نیستند که شعله‌های جنگ را برمی‌افروزند. سازمان مجاهدین طی دو سال و نیم فعالیت سیاسی، در نهایت مدارا و خویشتن‌داری و به بهای بیش از ۷۰ کشته و هزاران زندانی آخرین قطره فضای سیاسی را تا ۳۰ خرداد ۱۳۶۰ که خمینی حکومت را یک‌پایه کرد امتداد دادند.

### ۳۰ خرداد ۱۳۶۰

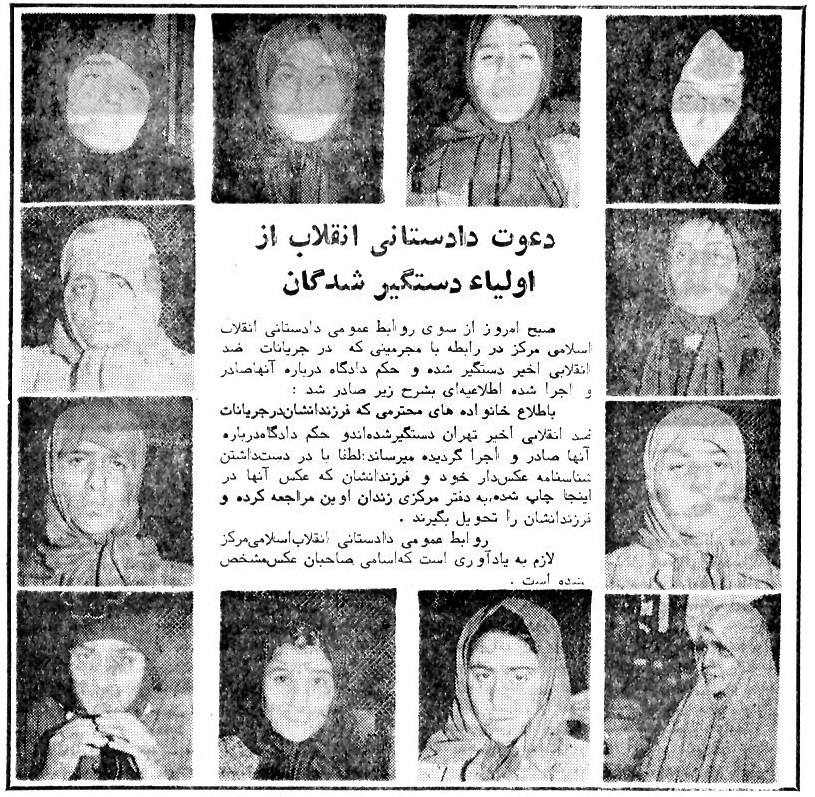
اعدام نوجوانان بدون اینکه اسمشان مشخص باشد

به دنبال کشمکش‌ها و اختلاف نظرهای رئیس‌جمهور وقت، ابوالحسن بنی‌صدر با حزب جمهوری اسلامی و تلاش ناموفقش در جهت سلب اختیارات آنان و در نتیجه از دست دادن حمایت خمینی، از آن‌جا که او به تنهایی توان مقابله با مخالفانش را نداشت و پیش‌تر هیچ‌گاه به ایجاد یک حزب یا ائتلاف اقدام نکرده بود، با مجاهدین خلق متحد شد. در اواخر ماه خرداد او که برای حفظ جان خویش در اختفا به سر می‌برد، مردم را به قیام فراخواند. مجاهدین خلق نیز در پی تعارضات شدید با نظام جمهوری اسلامی در سال ۱۳۵۹، از بنی‌صدر حمایت کرده و در تاریخ ۲۹ خرداد ۱۳۶۰ از هوادارانشان خواستند تا علیه نظام به خیابان‌ها بریزند. در ۳۰ خرداد ۱۳۶۰ مجاهدین برای اعتراض به تشدید فضای سرکوب نیروهای ملی و ترقی‌خواه، اعلام تظاهرات مسالمت‌آمیز سراسری کردند، در تهران حدود پانصد هزار نفر در خیابان‌ها به دادن شعار و اعتراض به سرکوب نیروهای نظام پرداختند. نظام نیز با اعلام خمینی، مبنی بر اینکه «آنان که علیه حاکمان شرع حرف می‌زنند، با اسلام به مبارزه می‌پردازند»، به سرعت عکس‌العمل نشان داد. این تظاهرات توسط حکومت خمینی به رگبار بسته شد. چنان‌که تنها در اطراف دانشگاه تهران حدود ۵۰ نفر کشته، ۲۰۰ نفر مجروح و ۱۰۰۰ نفر دستگیر شدند. روزنامه اطلاعات ۳ تیر ۱۳۶۰ همراه با درج اطلاعیه دادستانی انقلاب حکومت ایران عکس ۱۲ دختر نوجوان را منتشر کرد که بدون احراز هویت به جوخه اعدام سپرده شدند و دادستانی از اولیاء این افراد خواسته بود که برای تحویلگیری اجساد آن‌ها به دفتر مرکزی زندان اوین مراجعه نمایند. پس از کشتار تظاهرات مسالمت‌آمیز مجاهدین در ۳۰ خرداد ۱۳۶۰ و اعدام‌های پس از آن توسط حکومت خمینی، پایان دوران فعالیت‌های سیاسی و شروع مبارزه مسلحانه رقم خورد. روز بعد، بنی‌صدر برکنار و دستور بازداشت او توسط خمینی، به اتهام خیانت و توطئه علیه نظام، صادر شد و به این ترتیب رقابت‌های سیاسی وارد عرصهٔ خشونت‌آمیزی گشت. مسعود رجوی در ۳۰ تیر ۱۳۶۰ در تهران تأسیس شورای ملی مقاومت ایران (NCRI) را به عنوان چتر سیاسی مقاومت ایران اعلام کرد. و سپس به همراه ابوالحسن بنی‌صدر که در خفا به سر می‌بردند، توسط خلبان بهزاد معزی، طی یک عملیات پروازی از پایگاه یکم شکاری مهرآباد به وسیلهٔ یک جت مسافربری از کشور خارج و در فرودگاه پاریس فرود آمدند. رجوی و بنی‌صدر به همراه برخی گروه‌های دیگر، آغاز فعّالیت شورای ملی مقاومت را برای مبارزه با نظام جمهوری اسلامی اعلام کردند.

### عضویت در شورای ملی مقاومت ایران
شورای ملی مقاومت ایران که یک ائتلاف سیاسی از سازمان‌ها، گروه‌ها و شخصیت‌های ایرانی است، در ۳۰ تیر ۱۳۶۰ در تهران توسط مسعود رجوی تأسیس شد و سازمان مجاهدین یکی از احزاب و سازمان‌های عضو این شورا است.

#### التزام به مصوبات شورا
سازمان مجاهدین به عنوان عضو محوری شورای ملی مقاومت ایران، به مصوبات این شورا ملتزم است. از جمله آن‌ها طرح آزادی‌ها و حقوق زنان، طرح خودمختاری کردستان ایران، طرح صلح شورای ملی مقاومت و طرح جبهه همبستگی ملی می‌باشد.
پس از اعلام «برنامه ۱۰ ماده‌ای مریم رجوی برای آیندهٔ ایران» در مرداد ماه سال ۱۳۹۲ هجری خورشیدی، سازمان مجاهدین از این برنامه حمایت کرده است. این طرح در ۱۰ ماده دیدگاه‌ها و راهبردهای شورای ملی مقاومت ایران برای ایران پس از حاکمیت جمهوری اسلامی ایران را ارائه کرده است و شامل: «برپایی یک جمهوری آزاد و کثرت‌گرا، آزادی بیان، آزادی احزاب و اجتماعات، تضمین آزادی‌ها و حقوق فردی و اجتماعی طبق اعلامیه جهانی حقوق بشر، جدایی دین و دولت، نظام قضایی مستقل، خودمختاری و رفع ستم مضاعف از اقوام و ملیت‌های ایرانی، حفاظت از محیط زیست، ایران غیر اتمی و عاری از تسلیحات کشتار جمعی» است. در بند هشتم این برنامه آمده است: «ما مالکیت شخصی، سرمایه‌گذاری خصوصی و بازار آزاد را به رسمیت می‌شناسیم و این اصل را پیشاروی خود داریم که چه در اشتغال و چه در کسب و کار، تمام مردم ایران باید از فرصت‌های برابر برخوردار باشند.» طرح ۱۰ ماده‌ای رجوی با حمایت بیش از ۲۲۱ قانونگذار مجلس نمایندگان آمریکا با انتشار «قطعنامه دو حزبی»، همچنین حمایت یک گروه فراحزبی با بیش از ۵۵۰ نماینده مجلس عوام و مجلس اعیان انگلستان برخوردار شده است. علاوه بر آن ۴۰۰۰ قانونگذار از ۵۰ کشور، از جمله ۳۴ اکثریت پارلمانی و همچنین ۱۳۷ رهبران سابق جهان و سران سازمان‌های بین‌المللی به حمایت از طرح ۱۰ ماده‌ای مریم رجوی پیوستند.

### انتقال به عراق
در ۷ مرداد ۱۳۶۰ مسعود رجوی رهبر مجاهدین به همراه ابوالحسن بنی‌صدر با یک پرواز از تهران به پاریس رفت و فعالیت‌های سیاسی شورای ملی مقاومت ایران از پاریس هدایت می‌شد. دولت فرانسه در سال ۱۳۶۵ به دنبال یک معامله برای آزادسازی گروگان‌های فرانسوی در لبنان، به مجاهدین برای خروج از خاک فرانسه فشار آورد.

استقبال رسمی از مسعود رجوی (راست) توسط رئیس‌جمهور سابق عراق صدام حسین (چپ)

به دنبال آن در ۱۷ خرداد ۱۳۶۷ مسعود رجوی به همراه تعداد کثیری از اعضای سازمان مجاهدین مقیم فرانسه به عراق رفتند و از آن پس مرکز استقرار آن‌ها شهر بغداد پایتخت عراق شد. مجاهدین پس از آن به تأسیس شهری در شمال بغداد، در استان دیاله اقدام کردند. این شهر که شهر اشرف نامیده می‌شد، مرکز اقامت مجاهدین بود. رجوی در سال ۱۳۶۶ «ارتش آزادی‌بخش ملی ایران» را به منظور سرنگونی نظام جمهوری اسلامی ایران، در عراق تأسیس کرد.
پس از آن در سراسر مرز ایران و عراق، دست به تهاجم علیه نیروهای نظامی جمهوری اسلامی زدند و تا مرداد ۱۳۶۷ بیش از صد رشته عملیات نظامی علیه سپاه پاسداران و ارتش جمهوری اسلامی انجام دادند.
پس از اشغال عراق توسط ائتلاف بین‌المللی به رهبری ایالات متحده و بریتانیا از سال ۲۰۰۳ تا اول ژانویه ۲۰۰۹ قرارگاه اشرف توسط آمریکائی‌ها حفاظت می‌شد. دولت عراق از ۱ ژانویه سال ۲۰۰۹ مسئولیت ادارهٔ این قرارگاه را به دست گرفت که این موضوع باعث نگرانی ساکنان این اردوگاه و حامیان آن‌ها شد.

## عملیات نظامی مستقیم علیه حکومت ایران
چندی پس از انتقال اغلب نیروهای سازمان به عراق و تغییر استراتژی جنگ چریکی به جنگ کلاسیک، در آخرین سال جنگ ایران و عراق و در شرایطی که توان نظامی حکومت ایران در پی چندین سال جنگ فرسایشی و توان اقتصادی و روحی نیروهای جمهوری اسلامی با کاهش بسیار شدید درآمدهای نفتی شدیداً تحلیل رفته است، سازمان مجاهدین، رویارویی علنی با نیروهای نظامی جمهوری اسلامی در جبهه‌ها را آغاز می‌کند. 

### عملیات آفتاب
عملیات آفتاب در ۸ فروردین ۱۳۶۷ آغاز شد. این عملیات با شرکت ۱۵ تیپ رزمی ارتش آزادیبخش ملی ایران در منطقه شوش و مرز فکه در جبهه‌ای بطول ۳۰ کیلومتر انجام شد و به شکست کامل لشکر ۷۷ خراسان و تصرف ۶۰۰ کیلومتر مربع از خاک ایران انجامید.
در جریان این عملیات، تلفات وارده به لشکر ۷۷ خراسان ۳۵۰۰ تن کشته و مجروح و ۵۰۸ اسیر، بیان می‌شود و مقدار زیادی تجهیزات جنگی شامل ده‌ها تانک و نفربرهای زرهی و توپ‌های سبک و سنگین به ارزش بیش از صدها میلیون دلار به غنیمت ارتش آزادیبخش درآمد. مجاهدین تعداد تلفات خود را ۳۲ نفر گزارش داده و پس از اجرای عملیات منطقه را ترک و به خاک عراق بازگشتند.

### عملیات چلچراغ
سه ماه پس از عملیات آفتاب که مجاهدین را در موقعیت سیاسی و تبلیغاتی مناسبی قرار داد، در ۲۸ خرداد ۱۳۶۷، سازمان عملیات چلچراغ را اجرا کرد. هدف از این عملیات تصرف شهر مهران بود که محقّق شد. این تهاجم در چهار محور به‌طول ۵۰ کیلومتر و عمق ۲۰ کیلومتر صورت گرفت. عملیات مهران، نخستین حمله بزرگ ارتش آزادیبخش علیه نیروهای حکومت جمهوری اسلامی، بعد از انتصاب رفسنجانی به عنوان جانشین فرمانده کل قوا، بود. مسعود رجوی طی بیانیه‌ای گفت که «این نبرد نخستین درس اساسی ما به رژیم درمانده خمینی است که بداند از انتصاب رفسنجانی هیچ سودی نخواهد برد.»
مجاهدین برای حمله و تصرف مهران از چهار محور به شهر مرزی مهران هجوم برده و شهر را تصرف کردند.
در این عملیات لشکر ۱۶ زرهی قزوین، لشکر ۱۱ سپاه پاسداران و گردان‌های مختلف توپخانه و کاتیوشای حکومت اسلامی به‌طور کامل از بین رفته و ۸ هزار تن از نیروهای نظامی کشته و زخمی شدند. ۱۵۰۰ نفر نیز در این عملیات اسیر شدند. پس از انجام عملیات و تصرف مهران، نیروهای سازمان اقدام به جمع‌آوری تجهیزات و وسایل خود کرده و در ظرف دو روز به پشت مرزهای عراق برگشتند.

### عملیات فروغ جاویدان
پس از عملیات چلچراغ و شش روز پس از قبول قطعنامهٔ آتش‌بس توسط حکومت ایران و در شرایطی که نیروهای عراقی با بهره‌برداری از ضعف شدید روحیهٔ نیروهای جمهوری اسلامی، مجدداً به خرمشهر حمله کرده و تا آستانهٔ تصرّف آن پیش می‌رفتند، سازمان مجاهدین در تاریخ ۳ مرداد ۱۳۶۷ عملیات فروغ جاویدان را در منطقه کرمانشاه با هدف سرنگونی جمهوری اسلامی و فتح تهران آغاز کرد. آن‌ها توانستند تا عمق ۱۵۰ کیلومتری مرز در داخل ایران پیشروی کرده، شهرهای کرند و اسلام‌آباد غرب را به تصرف خود درآورند. در جریان این عملیات، تعداد زیادی از سربازان ایرانی با سلاح‌هایشان به ارتش آزادیبخش پیوستند. حکومت همچنین احساس خطر کرده و از طریق رادیو ایران وضعیت اضطراری سراسری اعلام کرد. مجلس و تمام دانشگاه‌ها و حوزه‌های علمیه تعطیل شدند. تمام مسابقات ورزشی در سراسر کشور لغو گردید و همه (بویژه روحانیون) سریعاً به سوی جبهه فراخوانده شدند. رژیم ایران برای مقابله با تهاجم ارتش آزادیبخش با استفاده از تمامی اتوبوس‌های کشور ۱۵۰۰۰۰ نیرو را بسیج کرد تا برای مقابله با پیشروی مجاهدین به کرمانشاه اعزام کنند.
در نشست توجیهی عملیات مسعود رجوی گفت: «این همان لحظه نادر، لحظه کیمیایی و سرنوشت‌سازی است که اگر آن را در نیابیم امروز، فردا دیر خواهد شد، پس بهتر این است که به‌دعوت خدا و خلق لبیک بگوییم و با استعانت از همان نام‌های بزرگ و مقدسی که گفتم به‌زودی زود به پیش خواهیم تاخت.»
هدف مجاهدین از این عملیات تصرف تهران اعلام شد امّا برخلاف دو عملیات قبلی، به شکست و تلفات شدید سازمان منتهی گردید. مطابق اعلام رسمی مجاهدین ۱۳۰۴ نفر از اعضای آن طی این عملیات کشته شدند. صبح جمعه ۷ مرداد ارتش آزادیبخش اعلام کرد که برای تجدید سازماندهی و تهاجمات بعدی عقب‌نشینی می‌کند. سخنگوی مطبوعاتی مجاهدین در لندن به رویتر گفت که این عملیات هیچ ربطی به گفتگوهای صلح ندارد. وی افزود «جنگ ما برای سرنگون‌کردن رژیم خمینی است».

#### عملیات مرصاد
عملیات مرصاد، پاتک نیروهای نظامی جمهوری اسلامی ایران در پاسخ به عملیات فروغ جاویدان است. این عملیات در پنجم مرداد ماه سال ۱۳۶۷ هجری شمسی، با رمز «یا علی» و در منطقه اسلام‌آباد غرب و کرند غرب در استان کرمانشاه، با فرماندهی علی صیاد شیرازی آغاز شد.
نیروهای نظامی جمهوری اسلامی ایران ابتدا مسیر ستون‌های زرهی مجاهدین خلق را سد کردند. سپس نیروها را پشت سر مجاهدین یورش هوایی کردند. آنگاه بالگردهای هوانیروز ارتش با سلاح‌های ضد تانک به ستون زرهی مجاهدین یورش بردند و هواپیماهای اف-۵ پایگاه ۴ شکاری نیروی هوایی پایگاه دزفول به فرماندهی خلبانان عبدالحمید نجفی و علیرضا آیینی هم ستون زرهی مجاهدین را بمباران کردند. در انتها نیروهای زمینی سپاه به باقی‌مانده نیروهای مجاهدین حمله کردند.
هاشمی رفسنجانی در این مورد می‌گوید: «تدارک منافقین خیلی وسیع بوده و ضربه وارده بر آن‌ها خیلی عمیق است. ۱۲۰ تانک زرهی دجله، ۶۰ نفربر و ۶۰۰ خودرو دیگر، حدود ۵۰۰۰ رزمنده و همین تعداد پشتیبانی و تدارک‌چی و طرح رسیدن به تهران، خیلی احمقانه و ساده لوحانه و هفتاد درصد انهدام»
برخی کارشناسان جنگ و فرماندهان نظامی در ایران، ترور علی صیاد شیرازی فرمانده سابق نیروی زمینی ارتش را به دلیل تدابیر وی در عملیات مرصاد و شکست سنگین مجاهدین خلق در این عملیات تفسیر می‌کنند.

### رژه در قرارگاه اشرف

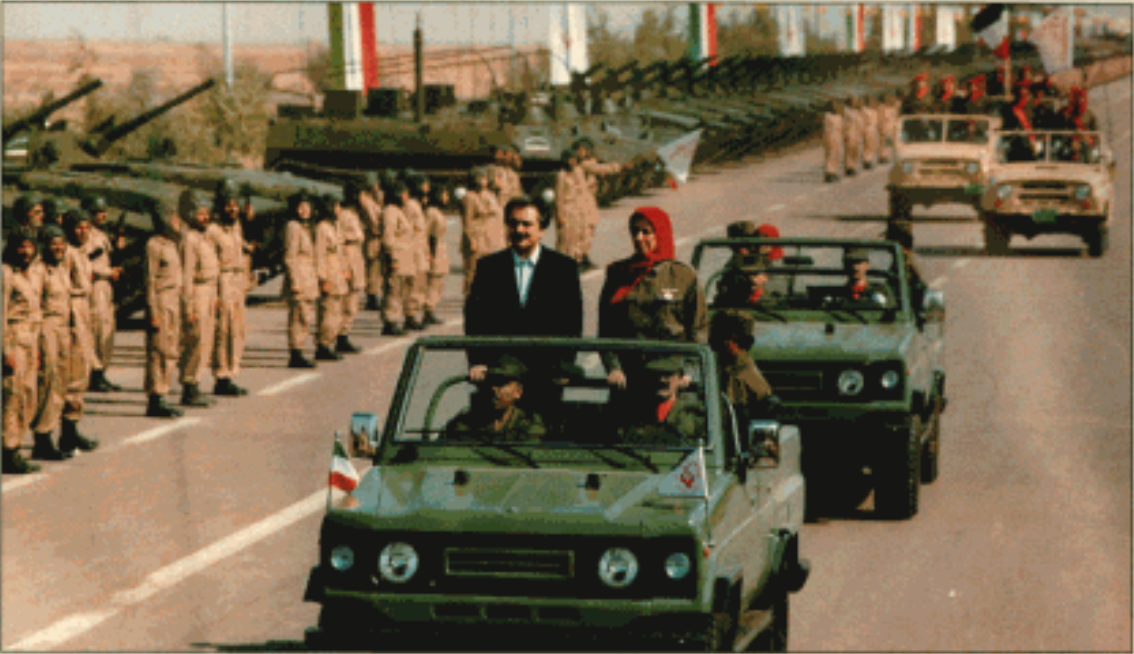
بازدید مریم و مسعود رجوی از رژهٔ ارتش آزادی‌بخش ملی ایران - پاییز ۱۳۷۰

در ۲۶ مهر ۱۳۷۰ سازمان مجاهدین خلق در قرارگاه اشرف ۱ با برگزاری یک رژه نظامی، در برابر انظار خبرنگاران بین‌المللی از یک ارتش کاملاً مجهز زرهی و مکانیزه رونمایی کرد. یگان‌های پیاده، پیاده‌نظام، پدافند هوایی، توپخانه، پیاده‌مکانیزه، تانک، حمل و نقل زرهی، مخابرات، مهندسی رزمی، پشتیبانی خدمات رزمی به مدت ۵ ساعت رژه رفتند. این رژه انعکاس گسترده‌ای در رسانه‌های بین‌المللی داشت. رویتر نوشت: «در مقایسه با گروه‌های مقاومت در سراسر جهان، این یک نمایش خیره کننده از قدرت بود» و گاماپرس آنرا یک «نمایش خارق‌العاده قدرت نظامی» خواند.

## اعدام‌های دهه ۱۳۶۰
اعدام اولین گروه از دستگیرشدگان تظاهرات ۳۰ خرداد از همان شب در شرایطی که حتی اسم زندانیان را نیز نمی‌دانستند، شروع شد. اعدام‌های دهه ۱۳۶۰ در محاکمه‌های شتاب‌زده توسط دادگاه‌های انقلاب اسلامی با انگیزهای مذهبی بدون درنظرگرفتن رویه‌های دادرسی عادلانه سازماندهی شده بود و طی آن هزاران زندانی اعدام شدند. که به دلیل خودداری حکومت ایران از ارائه آمار و تلاش برای سرپوش گذاشتن بر اعدام‌ها امکان ارائه آمار دقیق از اعدام‌ها وجود ندارد. سازمان عفو بین‌الملل طی سال ۱۹۸۱ این اعدام‌ها را ثبت کرده است. گزارش‌ها حاکی است که محاکمه‌ها در صورتی که اصلاً محاکمه‌ای در کار می‌بود، شتاب‌زده انجام می‌شد و به متهمان امکان تعیین وکیل یا دفاع از خود داده نمی‌شد. در میان قربانیان آن سال تعداد زیادی از نوجوانان و زنان وجود داشتند عفو بین‌الملل اعلام کرده است که «یک کمپین مداوم از سوی جمهوری اسلامی برای شیطان جلوه دادن قربانیان، تحریف حقایق و سرکوب بازماندگان خانواده‌ها و مدافعان حقوق بشر وجود داشته است». اکثریت اعدام‌شدگان آن سال از هواداران سازمان مجاهدین خلق بودند، اما صدها عضو و هوادار گروه‌های سیاسی دیگر از جمله سازمان چریک‌های فدایی خلق ایران (جناحهای مختلف)، حزب توده، حزب دموکرات کردستان، راه کارگر و دیگران نیز به‌همراه آنان اعدام گشتند. بنا بر ارزیابی حقوقی جاوید رحمان، گزارشگر ویژه سازمان ملل در امور ایران، اعدام‌های سال ۱۳۶۰ و ۶۱ در چارچوب اعدام‌ها و قتل‌های خودسرانه و شتاب‌زده جنایات وحشیانه و فراقانونی انجام شده که از اساس مغایر با قوانین بین‌الملل است. این اعدام‌ها مصداق نسل‌کشی و جنایت علیه بشریت می‌باشد.
منتظری دربارهٔ اعدام ۳۰۰ تن از زنان مجاهد دستگیر شده می‌گوید: «آقای خلخالی همین‌جا نشسته بود، گفت ۳۰۰ تا دختر را آوردند که مثلاً در مرصاد هستند، مرصاد تو باختران و دوتاشون هم فرانسوی بودند. اتفاقاً خلخالی گفت من آنجا بودم. گفتم حالا همه را اعدام کنید… گفتم حالا همه رو اعدام کنین این دو تا دختر رو اعدام نکنین فرانسوین این‌ها، از همه این‌ها… گفتن نه اعدام، شما همین مدت دیدی چقدر دولت فرانسه و تو رادیوها و این ها… ما اصلاً این دو تا دختر رو داشتیم، می‌دونستید با فرانسه چقدر می‌شه مبادله کرد؟»

## اعدام اعضای زندانی در سال ۱۳۶۷ توسط حکومت ایران
قتل‌عام زندانیان سیاسی از ماه‌ها و به روایتی از چند سال قبل برنامه‌ریزی شده بود و بلافاصله پس از پذیرش قطعنامه ۵۹۸ شورای امنیت سازمان ملل در هجدهم ژوئیه ۱۹۸۸ میلادی (۲۷ تیر ۱۳۶۷)، اعدام زندانیان توسط حکومت ایران شروع شد، حسینعلی منتظری نیز در دیدار با هیئت مرگ گفته بود: «شخص احمد آقا پسر آقای خمینی هم از سه چهار سال قبل هی می‌گفت مجاهدین از روزنامه خونش و از مجله خونش و از اعلامیه خونش همه باید اعدام شوند.» در ۲۴ ژوئیه، سازمان مجاهدین خلق، برای براندازی دولت اقدام به حمله‌ای گسترده به مرزهای غربی ایران تحت عنوان «عملیات فروغ جاویدان» نمود و جمهوری اسلامی در پاسخ به این حمله، «عملیات مرصاد» را به اجرا گذاشت. اگرچه عملیات نظامی مجاهدین توسط نیروهای ایرانی خنثی شد، امّا بهانه‌ای برای مقامات حکومتی فراهم کرد تا بسیاری از مخالفان سیاسی از جمله مجاهدین را که چندین سال پیش از آن دستگیر و محکوم شده بودند را به صورت فیزیکی حذف نمایند. حسین‌علی منتظری، که هنگام اعدام‌ها از مقامات بلندپایهٔ جمهوری اسلامی و جانشین خمینی بود، بعدها در خاطرات خود مطالبی دربارهٔ آن اعدام‌ها نگاشت که نشان می‌دهد دستور اعدام تمامی زندانیان سیاسی که تا آن زمان بر عقیدهٔ خود پابرجا بودند، به دنبال فتوای خمینی، در تابستان سال ۱۳۶۷ اجرا شده است. بنا به گزارش سازمان دیده‌بان حقوق بشر، این اعدام‌ها که در اقصی نقاط ایران به انجام پیوست، اغلب در نقاطی بسیار دور از محل حمله و شامل زندانیان سیاسی از جمله تعداد نامعلومی زندانیان عقیدتی که پیشتر سال‌ها در زندان به سر می‌برده‌اند بوده است. بدین دلیل این افراد نمی‌توانستند نقشی در حمله یا جاسوسی ایفا کرده باشند. بسیاری از آنان پیش از اعدام، محاکمه و به مدت‌های مختلفی به حبس در سال‌های آغازین دههٔ هشتاد محکوم شده بودند و در فعّالیت‌های غیرخشونت‌آمیز از جمله پخش روزنامه یا اعلامیه یا تظاهرات شرکت داشتند و بسیاری نیز در زمان دستگیری دانشجو یا دانش‌آموز و کم سن و سال بوده‌اند. در سوم شهریور ۱۳۶۷، مسعود رجوی با ارسال تلگرامی به دبیرکل وقت سازمان ملل متحد، خاویر پرز دکوئیار، جهان را از وقوع یک قتل‌عام بزرگ در زندان‌های ایران مطلع کرد. رجوی در این تلگرام، حکم دست‌نویس خمینی برای اعدام زندانیان سیاسی و موج دستگیری‌های سیاسی که شامل بیش از ۱۰ هزار نفر بود، را افشا کرد. او نوشت: «اعدام‌های دسته‌جمعی زندانیان سیاسی آغاز شده است، در حالی که بسیاری از آنان دوران محکومیت‌شان را تمام کرده‌اند.» جاوید رحمان روز ۲۶ بهمن ۱۴۰۲ در کنفرانسی در ژنو گفت «حکومت ایران قتل‌عام‌هایی همچون کشتار زندانیان سیاسی در سال ۱۳۶۷ را با ارائه روایت‌های جعلی، تحریف اطلاعات تاریخی، آزار بازماندگان و خانواده‌های قربانیان و مخفی کردن محل دفن اعدام‌شدگان پنهان می‌کند.» وی این مخفی‌کاری‌ها و ناپدیدسازی‌های قهری را «جنایت علیه بشریت» خواند.

### ادامه اعدام‌ها
اعدام اعضا و هواداران سازمان مجاهدین خلق توسط حکومت ایران بعد از سال ۱۳۶۷ نیز ادامه یافت. در سال‌های ۲۰۱۰ (۱۳۸۹ خورشیدی) و ۲۰۱۱ (۱۳۹۰ خورشیدی) علی صارمی، محمدعلی حاج آقایی و جعفر کاظمی به دلیل هواداری و همکاری با سازمان مجاهدین خلق توسط حکومت ایران اعدام شدند.
در ۱۱ خرداد ۱۳۹۳ زندانی سیاسی غلامرضا خسروی سوادجانی به اتهام همکاری و کمک مالی به سازمان مجاهدین خلق در زندان رجایی یا گوهردشت کرج توسط حکومت ایران اعدام شد. وی در دوران زندان خود بیش از ۴۰ ماه در سلول‌های انفرادی در بازداشتگاه‌های مختلف نگهداری شد.
در ۵ مرداد ۱۴۰۴ حکومت ایران دو زندانی سیاسی مجاهد خلق به نام‌های بهروز احسانی اسلاملو و مهدی حسنی را در زندان قزلحصار حلق آویز کرد.

## هدف قراردادن مجاهدین خلق در خارج از ایران
جمهوری اسلامی ایران از سال ۱۳۶۸ تا ۱۳۷۲ ترورهای متعددی را علیه اعضای مجاهدین خلق انجام داد. از فروردین تا خرداد ۱۳۶۹ سه عضو مجاهدین خلق در ترکیه ترور شدند. در ۴ اردیبهشت ۱۳۶۹ کاظم رجوی (عضو شورای ملی مقاومت ایران) در ژنو ترور شد. در دی ۱۳۷۲ یکی از اعضای مجاهدین خلق در بغداد به قتل رسید.
در ۲۳ شهریور ۱۳۷۰ تلاشی برای ترور مسعود رجوی در بغداد انجام شد. در دی ۱۳۷۲ یک اتوبوس مجاهدین خلق هدف انفجار بمب قرار گرفت. در اواخر سال ۱۳۷۲ پس از ورود مریم رجوی و تعدادی از اعضای مجاهدین خلق به فرانسه، افراد مسلح به دفاتر ایرفرانس و سفارت فرانسه در ایران حمله کردند.
در اردیبهشت ۱۳۶۹ یکی از اعضای مجاهدین خلق در کلن به قتل رسید. در اسفند ۱۳۷۲ یکی از اعضای مجاهدین خلق در مانیل به قتل رسید. در اردیبهشت ۱۳۷۱ یکی از اعضای مجاهدین خلق در هلند به قتل رسید. در شهریور ۱۳۷۱ یکی از اعضای مجاهدین خلق در کراچی به قتل رسید. در اسفند ۱۳۷۱ دو قاتل سوار بر موتورسیکلت، محمدحسین نقدی، نماینده شورای ملی مقاومت ایران را در ایتالیا ترور کردند. این امر باعث شد تا پارلمان اروپا جمهوری اسلامی ایران را به قتل سیاسی محکوم کند.
در اردیبهشت ۱۳۷۳ عوامل جمهوری اسلامی دو عضو مجاهدین خلق را در عراق ترور کردند. در اردیبهشت ۱۳۷۴ پنج عضو مجاهدین خلق در عراق ترور شدند. در سال ۱۳۷۵ دو عضو مجاهدین خلق در ترکیه به قتل رسیدند (از جمله زهرا رجبی، عضو شورای ملی مقاومت ایران). در همان سال دو عضو مجاهدین خلق در پاکستان و یکی دیگر در عراق ترور شدند.

## کمپین‌های اطلاعاتی علیه مجاهدین خلق
کمپین اطلاعاتی علیه سازمان مجاهدین خلق پس از انقلاب ۱۳۵۷ توسط حزب جمهوری اسلامی راه‌اندازی شد و پس از آن در طول سالیان توسط حکومت ایران ادامه یافت. بر پایه گزارش‌های منتشر شده، سازمان مجاهدین خلق ایران در دهه ۲۰۰۰ و پس از آن نیز هدف اصلی دستگاه وزارت اطلاعات حکومت ایران باقی مانده است. از سال ۲۰۰۱، چندین گزارش توسط سرویس‌های اطلاعاتی هلند، آلمان و ایالات متحده به تلاش‌های مداوم وزارت اطلاعات ایران برای «ردیابی و شناسایی کسانی که با گروه‌های مخالف خارج از کشور، از جمله مجاهدین خلق در تماس هستند»، اشاره کرده‌اند. اطلاعات آلمان و ایالات متحده اشاره کرده‌اند که اطلاعات ایران مستقیماً یک کمپین اطلاعات نادرست را تأمین مالی و سعی می‌کرد اعضای فعال یا سابق گروه‌های مخالف را جذب کند.
در سال ۲۰۱۸ میلادی دادگاه منطقه‌ای ایالات متحده دو عامل وابسته به حکومت ایران را به «تجسس مخفیانه و جمع‌آوری اطلاعات از آمریکایی‌های مرتبط با یک سازمان سیاسی که می‌خواهد حکومت فعلی ایران را سرنگون کند» متهم کرد. طی مراحل دادگاه، مشخص شد که این افراد بیشتر اطلاعات مربوط به فعالیت‌های مربوط به مجاهدین خلق را جمع‌آوری کرده‌اند. این دو مرد در نوامبر ۲۰۱۹ به اتهامات متعددی از جمله توطئه و «عملکرد به عنوان عامل اعلام نشده دولت ایران» اعتراف کردند. وزارت دادگستری گفت که یکی از این افراد برای جمع‌آوری اطلاعات در مورد مجاهدین خلق (و همچنین نهادهای اسرائیلی و یهودی) وارد ایالات متحده شد. دیگری اعتراف کرد که در یک گردهمایی مجاهدین خلق در سال ۲۰۱۷ عکس گرفته است تا مشخصات شرکت‌کنندگان را نشان دهد.
در ژانویه ۲۰۲۰، یک فرد ایرانی-آمریکایی توسط دادگاهی در ایالات متحده به جرم نظارت بر اعضای سازمان مجاهدین خلق به ۳۸ ماه زندان محکوم شد.

## وضعیت بعد از حملهٔ آمریکا به عراق
بعد از خاتمهٔ جنگ، مجاهدین کلیهٔ نیروهای خود را در قرارگاه اشرف متمرکز نمودند. مسعود رجوی رهبر گروه از آن زمان به بعد دیده نشده است. گرچه سازمان مجاهدین با پخش پیام‌هایی منسوب به وی مدعی زنده بودن اوست. این شهر موضوع اصلی‌ترین اختلاف بین مجاهدین و جمهوری اسلامی بود. جمهوری اسلامی تلاش‌های زیادی برای منحل کردن و اخراج اعضای مجاهدین یا بازگرداندن آن‌ها به ایران چه مستقیماً و چه از طریق افراد وابسته به خود در دولت عراق به کار بست. متقابلاً مجاهدین نیز دست به کمپین گسترده‌ای در میان مردم عراق زدند تا حمایت‌هایی را کسب نمایند؛ از جمله اینکه ۵ میلیون و دویست هزار نفراز مردم عراق با امضای بیانیه‌ای، حمایت خودشان را از مجاهدین اعلام کرده و خواهان خلع ید از جمهوری اسلامی در عراق شدند. در این حال موفق الربیعی مشاور امنیت ملّی عراق اعلام کرد که دولت عراق به اعضای گروه مجاهدین خلق اعلام کرده است که دو راه بیش‌تر ندارند، یا این که به ایران بازگردند یا کشور دومی را برای حضور خود انتخاب کنند، چرا که تحت هیچ شرایطی دیگر نمی‌توانند در خاک عراق بمانند. با شروع انتقال اکثر ساکنان اشرف به کمپ لیبرتی آخرین گروه از اعضای سازمان مجاهدین خلق در تاریخ ۱۶ سپتامبر ۲۰۱۲ میلادی از قرارگاه اشرف خارج، و بیشتر از ۲۰۰۰ نفر از اعضای این گروه در لیبرتی ساکن شدند. با این حال همچنان شمار اندکی از اعضا در قرارگاه اشرف ماندند که نهایتاً پس از قتل‌عام آنها در سپتامبر ۲۰۱۳ این قرارگاه به‌طور کامل تخلیه شد. در پی موشک‌پرانی و خمپاره‌زنی‌های پیاپی به کمپ لیبرتی در سال ۱۳۹۴ ضرورت خروج مجاهدین از عراق بیش از پیش مطرح شد و مریم رجوی در یک کارزار بین‌المللی، ترتیبات انتقال را پیش برد و مجاهدین به اروپا منتقل شدند. در نهایت در سال ۱۳۹۵ کمپ لیبرتی تعطیل شد و آخرین افراد سازمان مجاهدین خلق ایران به کشورهای اروپایی و بیشتر به آلبانی اشرف۳ منتقل شدند.

### حملات به قرارگاه‌های مجاهدین

#### حمله ۶ و ۷ مرداد ۱۳۸۸
بعد از انتقال حفاظت قرارگاه اشرف توسط نیروهای آمریکایی به دولت عراق در سال ۱۳۸۸، سازمان مجاهدین بارها نسبت به احتمال حمله دولت عراق به ساکنان اشرف هشدار داد، و علیرغم تصویب قطعنامه پارلمان اروپا مبنی بر تضمین حفاظت اشرف، ممنوعیت هرگونه جابجایی ساکنان اشرف و تضمین کلیه حقوق آنان طبق کنوانسیون چهارم ژنو و کنوانسیون پناهندگی ۱۹۵۱، نیروهای دولت وقت عراق (نوری مالکی) در روزهای ۶ و ۷ مرداد ۱۳۸۸، با خودروهای هاموی، آب‌پاش، لودر، سلاح گرم، چماق، داس، تبر و میله آهنی به ساکنان اشرف حمله کردند که در این حمله ۱۱ مجاهد خلق را کشته و صدها نفر را مجروح و مصدوم کردند و ۳۶ نفر را به‌گروگان گرفتند. بخشی از اموال را هم تخریب یا به‌سرقت بردند.

#### حمله ۱۹ فروردین ۱۳۹۰
نیروهای دولت وقت عراق ساعت ۴ و ۴۵ دقیقه صبح جمعه ۱۹ فروردین ۱۳۹۰ حمله گسترده‌ای را به قرارگاه اشرف انجام دادند. طبق تصاویر مخابره شده از این حمله مجاهدینی که با دست خالی جلوی زرهی‌ها مقاومت می‌کردند مورد شلیک مستقیم گلوله یا زیرگرفتن توسط خودروهای هاموی قرار گرفتند. در این حمله ۳۶ نفر از مجاهدین جان باختند و ۳۵۰ نفر از آنها مجروح شدند. فرماندهی این حمله را علی غیدان، فرمانده نیروی زمینی ارتش عراق برعهده داشت.

#### قتل‌عام ۱۰ شهریور ۱۳۹۲
در ۱۰ شهریور ۱۳۹۲ شبه نظامیان وابسته به نیروی قدس سپاه پاسداران که نقاب برچهره داشتند با سلاح‌های مجهز به صدا خفه‌کن و با لباس رسمی وزارت کشور عراق، بصورت مخفیانه وارد قرارگاه اشرف شدند و ساکنان را هدف گلوله قرار دادند. در اثر این حمله ۵۲ نفر از ساکنان کشته و ۷ نفر اسیر شدند. آنها سپس اقدام به تخریب و منفجر کردن اماکن و اموال ساکنان اشرف کردند. آنها همچنین به بیمارستان قرارگاه اشرف رفتند و بیماران و زخمی‌ها را بر روی تخت بیمارستان با تیر خلاص به قتل رساندند. بان کی‌مون، دبیرکل سازمان ملل متحد در بیانیهٔ خود «نسبت به وقایع کمپ اشرف اظهار تاسف کرد» همچنین وزرای خارجه آمریکا، بریتانیا و سازمان عفو بین‌الملل این حمله را محکوم کرده و خواهان تحقیقات بی‌طرفانه شدند.

#### موشک‌باران ۷ آبان ۱۳۹۴ لیبرتی
روز ۷ آبان ۱۳۹۴ حمله‌ای با بیش از ۸۰ موشک تقویت‌شده به محل استقرار مجاهدین در عراق (کمپ لیبرتی) صورت گرفت که در اثر این حمله ۲۴ نفر از مجاهدین کشته و ده‌ها نفر مجروح شدند. بر اثر این موشک‌باران بسیاری از اماکن کار و سکونت و بخشی از منابع آب و سوخت و فاضلاب و شبکه آبرسانی از بین رفت. بان‌کی‌مون دبیرکل وقت سازمان ملل، جان کری وزیر خارجه وقت آمریکا، موگرینی رئیس سیاست خارجی اتحادیه اروپا، گوترش کمیسر عالی پناهندگان ملل متحد و ده‌ها شخصیت دیگر این موشک‌باران جنایتکارانه را محکوم کردند.

## انتخاب دبیرکل سازمان (۱۳۹۶)

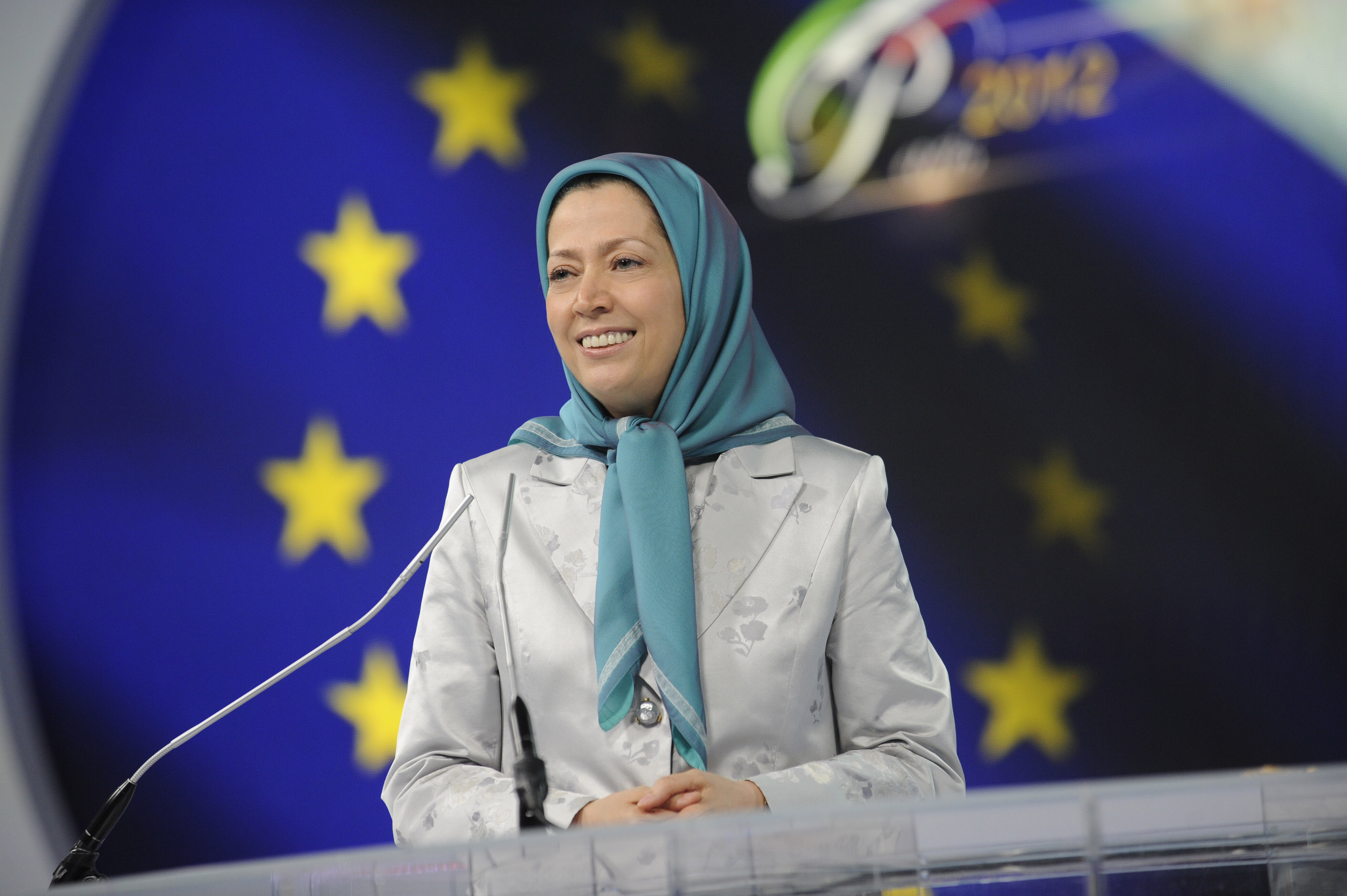
مریم رجوی

کنگره سراسری سازمان مجاهدین خلق ایران هم‌زمان به مناسبت پنجاه و دومین سالگرد تأسیس سازمان روز چهارشنبه ۱۵ شهریور ۱۳۹۶ در تیرانا پایتخت آلبانی و ۵ پایتخت دیگر اروپایی برگزار شد. این کنگره در اجتماع خود زهرا مریخی را به عنوان دبیرکل جدید انتخاب کرد. ریاست این کنگره را زهره اخیانی به عهده داشت که از شهریور ۱۳۹۰ دبیرکل این سازمان بود. براساس آئین‌نامه داخلی سازمان مجاهدین خلق دبیرکل هر دو سال یک بار انتخاب می‌شود. این انتخابات در سه مرحله انجام می‌شود. در شور اول که در ۲۹ مرداد ۱۳۹۶ برگزار شد، زهرا مریخی ۸۶ درصد آرای شورای مرکزی این سازمان را از میان ۱۲ کاندیدا به دست آورد. در شور دوم که روز ۱۲ شهریور ۱۳۹۶ در ۱۰ مرکز برگزار شد وی ۸۴ درصد آرای مسئولان و کادرهای سازمان را از میان ۴ کاندیدا کسب کرد؛ و سرانجام در شور سوم و نهایی در ۱۵ شهریور در یک رأی‌گیری علنی در اجتماع سراسری، وی به اتفاق آرا به‌عنوان مسئول اول سازمان مجاهدین خلق ایران انتخاب شد.
زهرا مریخی پس از انتخاب، با دست گذاشتن بر قرآن و ادای احترام به پرچم ایران و آرم سازمان مجاهدین سوگند خورد که همواره به تعهدات سنگین این مسئولیت پایبند باشد و تمام توانایی خود و سازمانش را، برای استقرار آزادی و دمکراسی در ایران بکار بگیرد. وی قدردانی خود را از تلاش‌های سلف خود، زهره اخیانی و مژگان پارسایی، رئیس شورای مرکزی مجاهدین خلق، ابراز نمود. او تلاش‌های آن‌ها و دیگر اعضای مجاهدین خلق را در طی ۱۴ سال گذشته، در طول یکی از خطرناک‌ترین و پیچیده‌ترین دوره‌های سازمان در قرارگاه اشرف و کمپ لیبرتی، مورد ستایش قرار داد. مریخی گفت: «سازمان مجاهدین خلق در حال حاضر دارای ۱۸ همردیف دبیرکل از جمله هفت دبیرکل سابق است.» وی همچنین نرگس عضدانلو ۳۶ ساله، ربیعه مفیدی ۳۵ ساله و نسرین مسیح ۳۹ ساله را به عنوان معاونین دبیرکل معرفی کرد.
مریم رجوی رئیس شورای ملی مقاومت ایران که در این اجتماع شرکت داشت با تبریک به مناسبت انتخاب زهرا مریخی به عنوان دبیرکل جدید مجاهدین گفت: «این یک انتخاب درخشان، در اوج دموکراتیسم و انسجام و شکوفایی و در راستای سرنگونی فاشیسم دینی است که در هم شکستن طلسم ارتجاع و اختناق را نوید می‌دهد.»

## فعالیت‌ها در داخل ایران

### کانون‌های شورشی
کانون‌های شورشی واحدهای هوادار سازمان مجاهدین خلق در داخل ایران هستند که در شبکه‌هایی خودکفا به عنوان جرقه و آتش‌زنه حرکت‌های اعتراضی و شکل‌دهی و استمرار اعتراضات وارد عمل می‌شوند. کانون‌های شورشی هدفشان شکستن جو اختناق و گسترش اعتراضات علیه حکومت ایران است. واحدهای کانون شورشی در اعتراضات، اعتصاب‌ها و کمپین‌های عملی ضد حکومت ایران فعالیت دارند. همچنین نقض حقوق بشر حکومت ایران را مستند می‌کنند. این اقدامات با وجود سرکوب شدید و افزایش اعدام‌ها انجام می‌شود و هدف آن‌ها سرنگونی حکومت ایران و استقرار دموکراسی است. به عنوان نمونه کانون‌های شورشی در ۳ ژانویه ۲۰۲۲ مجسمه عظیم قاسم سلیمانی را اندکی پس از رونمایی در سالگردش در شهر کرد به آتش کشیدند. شبکه کانون‌های شورشی در انتخابات ریاست جمهوری ۱۴۰۰ حکومت ایران، روزانه در شهرهای مختلف ایران با نصب پوستر، شعارنویسی و اقدامات اعتراضی، خواستار تحریم انتخابات و سرنگونی شدند. آن‌ها ابراهیم رئیسی را به‌دلیل نقش او در اعدام‌های ۱۳۶۷ «قاتل» خواندند. در ماه مه ۲۰۲۵ تعداد ۵۵۰ نماینده مجلس عوام و مجلس اعیان انگلیستان از دولت خود خواستند که حق کانون‌های شورشی مجاهدین خلق که نقش کلیدی در فشار مردمی برای تغییر ایفا می‌کنند، برای مبارزه با سپاه پاسداران به رسمیت شناخته شود و سپاه پاسداران به عنوان یک سازمان تروریستی نامگذاری شود.

### دستگیری هواداران مجاهدین و احکام اعدام
با افزایش فعالیت کانون‌های شورشی، حکومت ایران تعدادی از هواداران مجاهدین را دستگیر و برای برخی از دستگیرشدگان احکام اعدام صادر کرد. این احکام موچی از محکومت‌های جهانی را علیه احکام اعدام و نقض حقوق بشر توسط حکومت ایران در سطح بین‌المللی برانگیخت. عفو بین‌الملل ضمن محکوم نمودن این احکام برای توقف اعدام در ایران فراخوان داد. هم‌زمان با محاکمه هواداران مجاهدین و محکوم کردن برخی از آنها به اعدام حکومت ایران اقدام به دستگیری تعدادی از آن‌ها، هواداران مجاهدین و خانواده‌ها و بستگان آن‌ها نمود. ولی کانون‌های شورشی به فعالیت خود با وجود همه خطرات ادامه می‌دهند. تعدادی از آنها زیر حکم اعدام قرار دارند.

### اعدام بهروز احسانی اسلاملو و مهدی حسنی
صبح یکشنبه ۵ مرداد ۱۴۰۴ همزمان با سالگرد قتل‌عام ۳۰ هزار زندانی سیاسی در سال ۶۷، حکومت ایران دو زندانی سیاسی مجاهد خلق به نام‌های بهروز احسانی اسلاملو و مهدی حسنی را در زندان قزلحصار حلق آویز کرد. این اعدام‌ها بدون اطلاع وکلا و خانواده این زندانیان سیاسی صورت گرفته است. احکام آنها پس از محاکمه‌ای پنج دقیقه‌ای صادر شده بود که در طول آن اجازه دفاع از خود را نداشتند. آن‌ها به مدت دو سال از دسترسی به وکلای خود محروم بودند. حکومت ایران از تحویل اجساد احسانی و حسنی به خانواده‌های شان خودداری کرد.

## فعالیت‌های افشاگرانه و سیاسی

### افشای برنامه هسته‌ای حکومت ایران
سازمان مجاهدین خلق طی اطلاعیه‌ای اعلام کرد با هدف جلوگیری از دستیابی حکومت ایران به سلاح هسته‌ای و «خدمت به عالی‌ترین مصالح خلق و میهن خود و صلح و امنیت منطقه‌ای و بین‌المللی»، در ۳۴ سال گذشته دست به «۱۳۳ رشته افشاگری» زده است. افشای فعّالیت‌های مخفی هسته‌ای جمهوری اسلامی از جمله سایت نطنز در سال ۲۰۰۲ برای اولین بار توسط سازمان مجاهدین صورت گرفت که در نهایت منجر به صدور چهار قطعنامه توسط شورای امنیت سازمان ملل متحد و اعمال تحریم‌های مختلف علیه دولت جمهوری اسلامی شد.
همچنین در سال ۲۰۰۹ میلادی، این سازمان ادعاهای تازه‌ای پیرامون برنامهٔ هسته‌ای ایران ارائه داد.
در مهر ۱۳۹۹ برابر با سپتامبر ۲۰۲۰ سازمان دو سایت سرخه‌حصار در تهران و مریوان در آباده، و فعالیت‌های آن‌ها برای «تولید سلاح هسته‌ای» را افشا کرد.
افشای تأسیسات مخفی تسلیحات هسته‌ای در سمنان: روز پنجشنبه ۱۸ خرداد ۱۴۰۴ دفتر نمایندگی شورای ملی مقاومت ایران در آمریکا با اطلاعات بدست‌آمده از طریق منابع سازمان مجاهدین خلق ایران در داخل کشور، تأسیسات مخفی تسلیحات هسته‌ای حکومت ایران با نام «سایت رنگین کمان» را طی یک کنفرانس مطبوعاتی افشاء کرد. این سایت یک مجتمع وسیع با مساحتی نزدیک به ۲۵۰۰ هکتار در یک منطقه کوهستانی در نزدیکی ایوانکی، در استان سمنان در جنوب شرقی تهران واقع شده است و به منظور تقویت قابلیت کلاهک هسته‌ای به‌کار گرفته می‌شود.

### افشای نقض حقوق بشر توسط حکومت ایران
افشای نقض حقوق بشر توسط جمهوری اسلامی همراه با انتشار فهرست بیش از ۲۰٬۰۰۰ نفر از کشته شدگان توسط جمهوری اسلامی. این اقدامات باعث گردیده است که نظام جمهوری اسلامی تاکنون ۵۴ بار توسط مجمع عمومی و کمیسیون سوم حقوق بشر ملل متحد به خاطر نقض شدید حقوق بشر در ایران محکوم گردد.
عملیات ۱۲ بهمن در سال ۲۰۰۰ که طی آن ۱۲ عملیات علیه حکومت ایران انجام گرفت.

### افشای ساختار فرماندهی تروریستی حکومت ایران
شورای ملی مقاومت ایران طی یک کنفرانس مطبوعاتی در ۷ اوت ۲۰۲۵ ساختار فرماندهی ترور حکومت ایران در خارج از کشور را افشا کرد. دفتر نمایندگی این شورا خواستار تعطیلی سفارتخانه‌های ایران، تعیین وزارت اطلاعات و سپاه پاسداران به عنوان نهادهای تروریستی و محاکمه عوامل حکومت ایران شد.

### انتشار فهرست ۳۲۰۰۰ عامل نیروی قدس در عراق
انتشار فهرست ۳۲٬۰۰۰ تن، که به گفتهٔ این سازمان از مأموران و عوامل وابسته به جمهوری اسلامی در عراق هستند، همراه با شمارهٔ حساب بانکی و میزان حقوق ماهیانه هرکدام که از نیروی قدس سپاه پاسداران دریافت می‌کنند.

### افشاء مداخلات نیروی قدس در سوریه
در دسامبر ۲۰۱۶، مجاهدین خلق گزارشی منتشر کردند مبنی بر اینکه سپاه پاسداران انقلاب اسلامی (IRGC) با استقرار حدود ۲۵٬۰۰۰ نیروی ایرانی و شبه‌نظامیان خارجی، نقش کلیدی در بازپس‌گیری شهر حلب از دست مخالفان ایفا کرده است. این نیروها شامل اعضای حزب‌الله لبنان، شبه‌نظامیان عراقی، تیپ فاطمیون (افغانستان) و تیپ زینبیون (پاکستان) بودند.
در ۱۱ ژوئن ۲۰۱۶ هیئتی از شخصیت‌های برجسته اپوزیسیون سوریه، در پاریس در مراسم افطار با حضور مریم رجوی شرکت کردند. مریم رجوی به مردم سوریه و شهرهای مقاوم حلب، حما، درعا و حمص درود فرستاد و دخالت‌های رژیم خامنه‌ای در سوریه را محکوم کرد.
عبدالله البشیر النعیمی از رهبران ارتش آزاد سوریه نیز در سال ۲۰۱۴ در اجتماعی از مجاهدین خلق در پاریس حضور یافت و سخنرانی کرد.
بدنبال سرنگونی بشار اسد، مریم رجوی سقوط بشار اسد را به ملت سوریه به ویژه جوانان انقلابی، زندانیان سیاسی و خانواده صدها هزار جان‌باخته انقلاب سوریه تبریک گفت و اظهار امیدواری کرد که «این پیروزی تاریخی سرآغاز دموکراسی، آزادی، رفاه و پیشرفت برای مردم برادر سوریه باشد.» وی افزود: «زمان سرنگونی رژیم آخوندها فرا رسیده است. عمق استراتژیک دیکتاتوری مذهبی در ایران اکنون فروپاشیده است و باید از همه کشورهای منطقه اخراج شود. رفع سلطه ولایت فقیه در عراق و کشورهای منطقه از خواسته‌های دیرینه مقاومت ایران بوده است. این مقدمه رهایی مردم ایران از شر فاشیسم مذهبی است.

### تظاهرات سیاسی
سازمان مجاهدین خلق اجتماعات و تظاهراتی‌هایی را در مخالفت با جمهوری اسلامی ایران برگزار می‌کند. در برخی موارد رسانه‌ها گزارش داده‌اند که برخی از شرکت کنندگان در تظاهرات از ماهیت این سازمان یا اهداف تظاهرات بی‌خبر هستند، هرچند شاهین قبادی سخنگوی این سازمان این مطلب را رد کرده و به حکومت ایران نسبت می‌دهد، اما برخی گزارش‌ها از سوی گاردین و چند رسانه دیگر در اینباره منتشر شده است.

### طرح تروریستی علیه گردهمایی مقاومت ایران
در گردهمایی سالانه مقاومت ایران در سال ۱۳۹۷ (۲۰۱۸) حکومت ایران قصد انفجار این گردهمایی را داشت. در این گردهمایی مریم رجوی و صدها تن از سیاستمداران و دولتمردان بین‌المللی و هیئت‌های قانونگذاری از ۵ قاره جهان و همچنین یکصد هزار نفر شرکت داشتند.
در طراحی تروریستی فاش‌شده زمان بسیار کمی مانده به شروع گردهمایی، بمبی که دیپلمات سفارت جمهوری اسلامی در اتریش به‌نام اسدالله اسدی در اختیار یک تیم خفته در بلژیک قرار داده بود، قبل از اینکه به محل انفجار برسد؛ در همکاری تنگاتنگ بین پلیس‌های فرانسه و آلمان و بلژیک کشف و اسدی و ۳ فرد مأمور به انجام این طرح تروریستی دستگیر شدند. اتهام دیپلمات ایرانی مقیم وین، در پرونده‌ای که توجهات زیادی را به خود جلب کرد هدف قرار دادن اجتماع ایرانیان به رهبری مریم رجوی بود.

## فهرست تروریستی
کشورهایی که سازمان را تروریستی می‌دانند
- ایران[۳۳۰]
- عراق[۳۳۱]

کشورهایی که سازمان را تروریستی می‌دانستند
- اتحادیه اروپا (می ۲۰۰۲ – ۲۷ ژانویه ۲۰۰۹)[۳۳۲]
- کانادا (۲۴ می ۲۰۰۵[۳۳۳] – ۲۰ دسامبر ۲۰۱۲)[۳۳۴]
- بریتانیا (۲۸ مارس ۲۰۰۱ – ۲۴ ژوئن ۲۰۰۸)[۳۳۲]
- ایالات متحده آمریکا (۸ ژوئیه ۱۹۹۷ – ۲۸ سپتامبر ۲۰۱۲)[۳۳۵]
- ژاپن[۳۳۶]

بعد از آن که محمد خاتمی به ریاست جمهوری ایران انتخاب گردید، سیاست‌مداران آمریکایی در دولت وقت آمریکا، یعنی دولت کلینتون که سالیان به دنبال جناح میانه‌رویی درون نظام جمهوری اسلامی بودند، از انتخاب محمد خاتمی استقبال کرده و برای نزدیک شدن به وی و بنا به درخواست وی به منظور نشان دادن حسن نیّت خود، نام سازمان مجاهدین را در لیست سازمان‌های تروریستی قرار دادند. در همان اوان، مارتین ایندیک، معاون وزارت خارجهٔ آمریکا در امور خاور نزدیک، به این واقعیت اذعان نمود. این واقعیّت توسّط مقامات دیگری از ایالات متّحده نیز اذعان شده است.

#### خروج از فهرست سازمان‌های تروریستی
در تاریخ ۲۷ تیر ۱۳۸۹، یک دادگاه استیناف در واشینگتن دی سی آمریکا حکم کرد که نگه داشتن سازمان مجاهدین در لیست تروریستی آمریکا اشتباه بوده است و اینکه وزارت خارجه آمریکا می‌باید در این نامگذاری تجدید نظر کند. این موضوع برای این سازمان که ۱۳ سال برای خارج شدن از لیست تروریستی آمریکا تلاش می‌کرد یک پیروزی بزرگ بود.
روز دوشنبه، ۷ بهمن ۱۳۸۷، شورای وزیران اتحادیه اروپا با خارج شدن نام سازمان مجاهدین خلق ایران از لیست تروریستی اتحادیه اروپا موافقت کرد. دادگاه‌های اتحادیه اروپا اعلام کردند که این فهرست به دلیل «شکست‌های رویه‌ای جدی» و فقدان شواهدی که سازمان مجاهدین خلق را با فعالیت‌های تروریستی مرتبط می‌کند، غیرقانونی است. مریم رجوی در اطلاعیه‌ای که از سوی شورای ملی مقاومت صادر گردید گفت: «با لغو برچسب تروریستی سیاست استمالت اروپا در هم شکست و چرخهای تغییر در ایران با شتاب مضاعف شروع به حرکت خواهند نمود.»
پیش از آن نیز در ۳۰ نوامبر ۲۰۰۷، دادگاه ویژه‌ای در بریتانیا رأی داد که دولت این کشور، بایستی نام سازمان مجاهدین خلق ایران را از فهرست گروه‌های تروریستی حذف و فعّالیت‌شان را در بریتانیا قانونی اعلام کند. بیش از ۱۰۰ عضو پارلمان اروپا از باراک اوباما خواستند که نام مجاهدین خلق را از لیست سازمان‌های تروریستی آمریکا حذف نماید. قانون‌گذاران در نامه‌ای گفتند که سازمان مجاهدین خلق ایران به‌وضوح نشان داده است که دشمن بنیادگرایی اسلامی است.
کمیتهٔ پارلمانی ایران آزاد روز ۱۵ مه ۲۰۰۹ اعلام کرد: «بیش از ۱۸۰ نماینده از هر دو مجلس و از احزاب مختلف با ارسال نامه‌ای به پرزیدنت باراک اوباما از وی خواهان حذف نام گروه اصلی آپوزیسیون ایرانی، سازمان مجاهدین خلق ایران، از لیست سازمان‌های تروریستی خارجی گردیدند. لرد کوربت، رئیس کمیتهٔ پارلمانی ایران آزاد اعلام کرد قانون‌گذاران بریتانیایی بخشی از ۵۰۳ پارلمان اروپایی هستند که ابتکار عمل در رابطه با اتخاذ سیاست جدید در قبال ایران را به آمریکا پیشنهاد کرده‌اند.»
اقدام اتحادیه اروپا با اعتراض جمهوری اسلامی ایران مواجه شد. قشقایی سخنگوی وقت وزارت خارجه ایران گفت: «این مسئله برخورد کاملاً دوگانه و گزینشی با موضوع تروریسم را نشان می‌دهد.»
الیزابت روبین در مقاله‌ای در روزنامهٔ نیویورک تایمز تأکید کرده بود که حذف این گروه از سازمان‌های تروریستی اقدامی اشتباه خواهد بود. وی نوشت: «می‌دانید، آن‌ها علیه محمد رضا پهلوی در ایران به پاخاستند. اما از زمان پیروزی انقلاب در سال ۱۹۷۹ علیه حکومت ایران فعالیت کردند. آن‌ها پس از انقلاب به فرانسه پناهنده شدند امّا پاریس آن‌ها را در سال ۱۹۸۶ اخراج کرد و به این ترتیب این گروه در عراق مستقر شد و قصد تغییر رژیم در ایران را دارند.» سازمان مجاهدین خلق از طریق لابی‌ها و آکسیون‌های برنامه‌ریزی شده و صرف هزینه‌های هنگفت، سعی در جلب شخصیت‌های پرنفوذ سیاسی به عنوان «حامی» خروج نام این گروه از «فهرست گروه‌های تروریستی» در اتحادیه اروپا و ایالات متحده آمریکا کرده است. شرکت اکین گامپ استراوس هائور اند فد با بیش از ۸۰۰ وکیل دادگستری که در استخدام دارد، نقش مهمی را در حذف نام سازمان مجاهدین خلق ایران از «فهرست گروه‌های تروریستی اتحادیه اروپا» داشت. روزنامه نیویورک تایمز، هزینه این شرکت در آن دعاوی به نفع سازمان مجاهدین را چندین میلیون دلار برآورد کرده است. همچنین، روزنامه نیویورک تایمز نوشت که برخی افراد و سیاستمداران آمریکایی از مجاهدین خلق برای حضور در اجتماعات و سخنرانی و حمایت‌های سیاسی حمایت می‌کنند. «جیمز ولسی» و «پورتو گاس» از رؤسای سابق سیا، «لوئیس جی. فری» مدیرکل سابق اف‌بی‌آی، «تام ریچ» وزیر امنیت ملی در دولت جورج بوش، «مایکل بی. موکیزی» دادستان کل سابق و ژنرال «جیمز جونز» اولین مشاور امنیت ملی در دوره باراک اوباما از جمله کسانی هستند که از این سازمان دفاع می‌کنند.
شاهین قبادی، از سخنگویان این سازمان پرداخت پول و به‌کارگیری لابی‌گران در آمریکا را رد کرده است. به گفته او، وزارت امور خارجه آمریکا از بعضی از شخصیت‌های سیاسی خواسته است تا به دلایل انسان دوستانه در جریان وقایع مربوط به قرارگاه اشرف در عراق مداخله کنند.

### حکم دادگاه عراقی و واکنش مجاهدین
دادگاهی در عراق روز ۲۰ تیر ۱۳۸۹، حکم دستگیری ۳۹ تن از اعضای سازمان مجاهدین خلق ایران، از جمله مریم و مسعود رجوی، رهبران این گروه، را به اتهام «جنایت علیه بشریت» صادر کرد. اتهام کمک به صدام حسین در سرکوب اکثریت شیعه و اقلیت کُرد این کشور مبنای این حکم دادگاه را تشکیل می‌دهد. سازمان مجاهدین خلق هرگونه کمک به صدام حسین در فرونشاندن این شورش‌ها را تکذیب می‌کند. خبرگزاری رویترز از قول یکی از سخنگویان این سازمان «تصمیم دادگاه عراقی را سیاسی و آخرین هدیه دولت نوری المالکی به دولت ایران» توصیف کرد. به گزارش مجله تایم، مجاهدین خلق هرگونه کمک در سرکوب کردها و شیعیان را رد کرده است.

## مبارزه مسلحانه
سازمان مجاهدین خلق ایران از ۳۰ خرداد ۱۳۶۰، علیه نظام جمهوری اسلامی ایران، اعلام مبارزهٔ مسلحانه کرد. مسعود رجوی در گزارشی گفته است در مرحله اول از سال ۱۳۶۰ تا ۱۳۶۱، ۱۲ هزار نفر کشته شده‌اند. به همین جهت این سازمان از سوی جمهوری اسلامی ایران سازمان تروریستی محسوب می‌شود. علاوه بر عملیات‌های مسلحانه‌ای که سازمان با صدور اطلاعیه مسئولیت آن را پذیرفته است، برخی ترورها و عملیات‌های نظامی دیگر به سازمان نسبت داده شده که سازمان مسئولیت آنها را نپذیرفته است:

### کشته‌شدگان سرشناس
- محمد کچویی؛ ۸ تیر ۱۳۶۰[۳۵۷][۳۵۸]
- اسدالله مدنی؛ ۲۰ شهریور ۱۳۶۰[۳۵۹]
- عبدالکریم هاشمی‌نژاد؛ ۷ مهر ۱۳۶۰[۳۶۰]
- سید عبدالحسین دستغیب ۲۰ آذر ۱۳۶۰[۳۶۱][۳۶۲]
- محمد صدوقی؛ ۱۱ تیر ۱۳۶۱
- عطاءالله اشرفی اصفهانی؛ ۲۳ مهر ۱۳۶۱[۳۶۳]
- اسدالله لاجوردی؛ ۱ شهریور ۱۳۷۷[۳۶۴]
- علی صیاد شیرازی؛ ۲۱ فروردین ۱۳۷۸[۳۶۵]

### ترورهای منتسب
سازمان مسئولیت این اقدامات را نپذیرفته است.

#### بمب‌گذاری در دفتر حزب جمهوری اسلامی
در روز ۷ تیر ۱۳۶۰ در حالی که در دفتر حزب جمهوری اسلامی، اجلاسی از سران آن در حال برگزاری بود، بمب قدرتمندی منفجر شده و بیش از هفتاد تن از مقامات بلندپایه حکومتی از جمله، دبیرکل حزب و رئیس دیوان عالی کشور بهشتی، چهار تن از وزرای کابینهٔ دولت، ۲۳ نمایندهٔ مجلس و چندین تن از دیگر مقامات کشته شدند.

#### بمب‌گذاری در دفتر نخست‌وزیری ایران
دو ماه پس از حادثهٔ بمب‌گذاری هفتم تیر، در انفجار مهیب دیگری در دفتر نخست‌وزیری به تاریخ ۸ شهریور، رجایی رئیس‌جمهور و باهنر نخست‌وزیر ایران و هوشنگ وحید دستجردی کشته شدند. گرچه هیچ گروهی مسئولیت بمب‌گذاری‌ها را برعهده نگرفت، اما جمهوری اسلامی، مجاهدین خلق را عامل این اقدامات اعلام نمود.

#### درگیری با نیروهای سپاه پاسداران
در ماه شهریور ۱۳۶۰، مجاهدین، هواداران جوان خود را برای اعتراض و درگیری مسلحانه با عوامل حکومتی به خیابان‌ها فرستادند. در تاریخ ۵ مهر ماه ۱۳۶۰ آنان از تیربار و موشک انداز آر پی جی علیه نیروهای سپاه پاسداران استفاده نمود، حکومت وقت در پاسخ به اقدامات مسلحانه، نیروهای ضداطلاعاتی سپاه را بسط داد و در ابعادی وسیع به دستگیری بسیاری از اعضای گروه و افراد مشکوک به همکاری با آنان شد.
در روز ۱۹ بهمن ۱۳۶۰ نیروهای سپاه پاسداران موفق به کشف محل اختفای اصلی رهبران مجاهدین در تهران در محلهٔ زعفرانیه شده و پس از محاصرهٔ آن محل و چند ساعت درگیری مسلحانه آن را تصرف کردند. در این واقعه ۲۳ نفر از جمله موسی خیابانی مرد شماره ۲ سازمان، آذر رضایی همسر موسی خیابانی و اشرف ربیعی، همسر اول مسعود رجوی، کشته و پسر خردسال مسعود و اشرف نیز به اسارت درآمد. این واقعه از سوی مجاهدین «عاشورای مجاهدین» نامیده شد.

### اتهام ترور دانشمندان هسته‌ای و واکنش مجاهدین
روزنامه گاردین سال ۲۰۱۸ در مقاله‌ای به شواهد دست داشتن این گروه در ترور دانشمندان هسته‌ای ایران، به عنوان دلایلی برخلاف غیر تروریستی خواندن این گروه اشاره می‌کند.
برخی از رسانه‌های آمریکا از جمله ان‌بی‌سی، نیویورک تایمز و نشریه نیویورکر در گزارش‌هایی در سال ۲۰۱۲ میلادی، با استناد به دو مقام آمریکایی مدعی شدند که دولت اسرائیل با همکاری سازمان مجاهدین خلق در ترور دانشمندان هسته‌ای در ایران دست داشته است. در واکنش، مقام‌های وابسته به سازمان مجاهدین این موضوع را همواره تکذیب کرده‌اند و آن را «کاملاً دروغ» خوانده‌اند.
سازمان مجاهدین خلق ایران بار دیگر در ۱۷ مرداد ۱۴۰۴ طی بیانیه‌ای هرگونه دست داشتن و همکاری در ترور عوامل برنامه هسته‌ای حکومت ایران را رد کرد و آن را «کذب محض و سراپا ساخته و پرداخته اطلاعات» حکومت جمهوری اسلامی دانست که با هدف «شیطان‌سازی از مجاهدین» صورت می‌گیرد. این سازمان در ادامه بیانیه خود تأکید کرد: این سازمان در گذشته نیز هرگونه دخالت در ترور دست‌اندرکاران برنامه هسته‌ای جمهوری اسلامی را رد کرده و در یک مورد آن، در اطلاعیه‌ای در دی‌ماه ۱۳۹۰، این اتهام را «به‌طور مطلق دروغ» دانسته است.

## انقلاب ایدئولوژیک
انقلاب ایدئولوژیک انقلابی بود علیه حکومت ایران و ایدئولوژی آن که از طریق سرکوب زنان از یک سو و ایجاد وحشت از سوی دیگر خود را حفظ می‌کند. در سال ۱۳۶۳ پس از جمعبندی فعالیت‌های زنان در مقاومت، مجاهدین این طرح را اتخاذ کردند که «از طریق مشارکت زنان در رهبری» راه برای رشد زنان در تمام سطوح جنبش باز شود. برای این کار آن‌ها در سال ۱۳۶۳ مریم رجوی را به عنوان «هم‌ردیف رهبری» سازمان انتخاب کردند. ورود یک زن در رهبری و آثار ایدئولوژیک و اجتماعی آن، انقلابی در درون مجاهدین ایجاد کرد که به آن انقلاب ایدئولوژیک گفته می‌شود. در اوت ۱۹۹۳ شورای ملی مقاومت ایران، مریم رجوی را به عنوان رئیس‌جمهور منتخب برای دوره انتقال قدرت به مردم ایران انتخاب کرد. تحت رهبری مریم رجوی، زنان بالاترین مناصب را در صفوف مقاومت به دست گرفتند. او معتقد است که زنان نیروی تعیین‌کننده‌ای در مبارزه برای دستیابی به دموکراسی در ایران هستند. وی می‌گوید «هدف ما ایجاد یک جمهوری آزاد و دموکراتیک مبتنی بر جدایی دین از دولت، برابری جنسیتی و با تأکید بر مشارکت برابر زنان در رهبری سیاسی است. مریم رجوی در ۲۴ فوریه ۲۰۲۴ گفت که برابری و رهبری زنان برای مبارزه با یک رژیم زن‌ستیز و مشارکت فعال و برابر آنان در رهبری سیاسی برای دموکراسی ضروری است. به گفته ایرواند آبراهامیان، سازمان مجاهدین خلق معتقد است که «خداوند مردان و زنان را در همه چیز یکسان آفریده است: در مسائل سیاسی و فکری، همچنین در مسائل حقوقی، اقتصادی و اجتماعی». به گفته مخالفین در انقلاب ایدئولوژیک جدایی اجباری اعضای متأهل، فرستادن فرزندان این افراد به اروپا و برگزاری جلسات اعتراف به گناهان در حضور جمع به اعضای سازمان تحمیل شد. یرواند آبراهامیان بر این عقیده است که در اوایل سال ۱۳۶۷(۱۹۸۷ میلادی) سازمان مجاهدین خلق همه ویژگی‌های اصلی یک فرقه مذهبی - سیاسی را دارا بود. برخی منابع استدلال می‌کنند که حکومت ایران از چنین ادعاهایی برای شیطان‌سازی مجاهدین خلق استفاده می‌کند. طبق گزارش‌ها، حکومت ایران یک کمپین اطلاعات نادرست برای بی‌اعتبار کردن مجاهدین خلق به راه انداخته است.
در سال ۱۹۹۰ و پس از پایان عملیات فروغ جاویدان، همه اعضا متأهل متعهد به تجرد و طلاق شدند و یکسال بعد پیش از آغاز جنگ اول خلیج فارس فرزندان خود را از پایگاه اشرف به اروپا منتقل کردند. به گفته توحیدی هنگامی که حکومت ایران در تهران تلاش گسترده‌ای برای محدود کردن حقوق زنان انجام می‌دهد، مجاهدین خلق رهبری زن را اتخاذ کرد. در ارتش آزادیبخش ملی ایران، زنان مقاومت فرماندهی عملیات نظامی را برعهده داشتند، جایی که آنها در کنار مردان در نبرد مسلحانه علیه نیروهای منظم و شبه نظامی حکومت ایران شرکت کردند.

## انشعاب
سازمان پیکار در راه آزادی طبقه کارگر
عناصری که در بیرون از زندان به مارکسیسم گرایش پیدا کرده بودند، بعد از انقلاب ۱۳۵۷ از نام مجاهدین دست کشیده و تحت عنوان سازمان پیکار در راه آزادی طبقه کارگر به فعّالیت خود ادامه دادند، پس از انقلاب نیز رفته رفته به مخالفت با نظام جمهوری اسلامی پرداختند. تقی شهرام اوایل انقلاب ایران توسط دادگاه انقلاب اسلامی اعدام شد.
به گفته آبراهامیان «مجاهدین خلق ایران: راه موسی» بعد از انقلاب ایدئولوژیک در این سازمان توسط گروهی از افراد در پاریس شکل گرفت و ضمن وفاداری به آرمان مجاهدین اولیه و موسی خیابانی به این نام گروهی را اعلام کردند. به گفته وی افراد دیگری به رهبری پرویز یعقوبی همسر سابق مینا ربیعی (خواهر اشرف ربیعی) در سال ۱۳۶۳ با نام «مجاهدین خلق ایران» از این مجموعه جدا شد.